# 京都市
35°0′42″N 135°46′6″E / 35.01167°N 135.76833°E
京都市（日語發音：[kʲoːto] ⓘ）是位於日本京都府南部的城市，為京都府府治，也是政令指定都市之一。京都市的面積為827.83平方公里，下轄11個區，2020年時有人口1,467,856人，是日本人口第八多的都市。京都市還和京都府南部、滋贺县西部及大阪府的部份地區共同組成了“京都都市圈”，其人口數約有379萬。京都市也是「京阪神都會區」的一部份。
自794年桓武天皇遷都平安京到1868年明治天皇東京奠都為止，京都一直都是日本的首都。長年的歷史積澱使得京都市擁有相當豐富的歷史遺跡，也是日本傳統文化的重鎮之一。京都的一些傳統民俗祭典，諸如葵祭、祇園祭等已舉辦超過千年，成為京都獨有的風景。京都市的部份歷史建築在1994年以「古都京都的文化財」的名義被列为世界文化遺產。這些因素使得京都吸引了眾多觀光客，2008年造訪京都的日本國內外遊客數便已突破5000萬人。京都也是日本重要的工業城市，其中又以傳統產業和電子產業最為重要。京都是日本最重要的文化教育城市之一，市內共有37所大學，每百萬人平均擁有大學數量和學生佔人口比例皆在日本大都市中位居首位。

## 地理

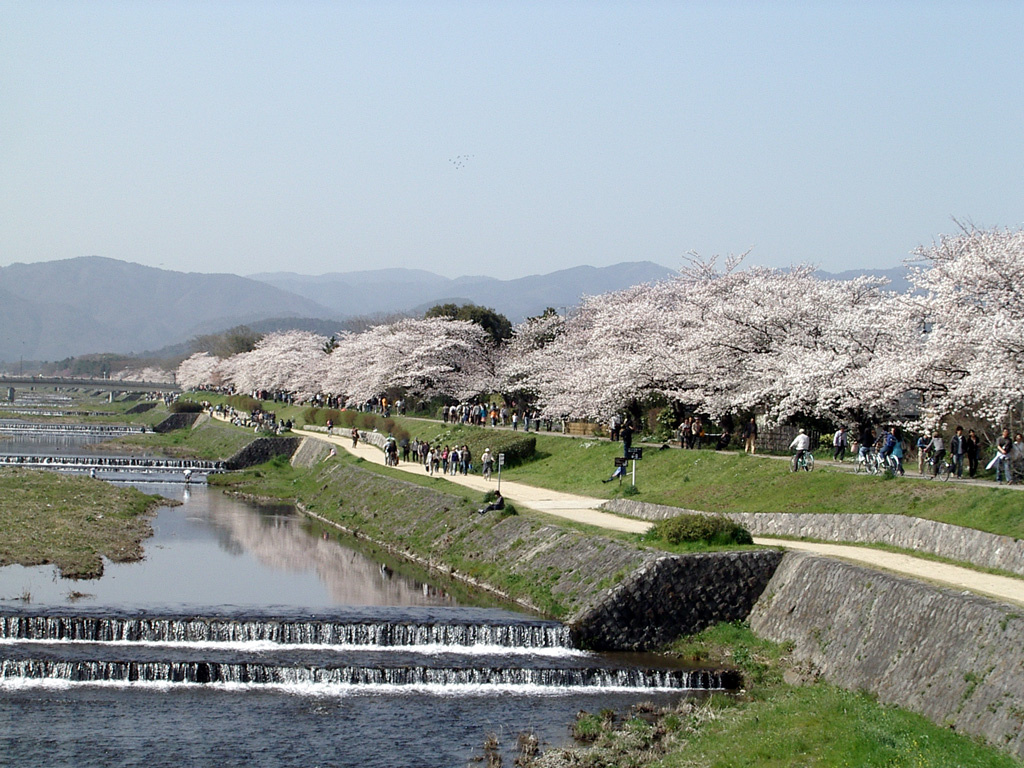
樱花時節的鴨川

京都市的市區大部份地區都位於京都盆地之內，這也造就了京都市除南方之外三面環山的環境。京都盆地被急傾斜的山地所包圍，是由斷層活動所形成的構造性內陸盆地，其地下的地層現在仍然活動。也因此京都市內有花折斷層等活斷層存在。盆地內的地勢則呈現北高南低，東高西低的特徵。京都盆地東部也因其地勢較高且較為乾燥適宜居住，成為京都市內最早開發的地區:105。京都市東南部的山科區和伏見區的醍醐地区則位於山科盆地，其和京都盆地之間由清水山、稻荷山等山峰隔開。京都市的北部地區則多為山地，其中較為知名的有大文字山、比叡山、嵐山等。京都市內的最高點是皆子山，海拔971米。
京都市內主要的河川有桂川及鴨川等。鴨川位於京都市的東部，河道兩岸廣植樱花等樹木。每逢夏季常有眾多市民和遊客在鴨川的河床灘上納涼，成為京都獨特的風景線。而桂川也流經嵐山等著名景區。兩條河流在南區及伏見區交界處合流，注入淀川水系。和日本其他河流一樣，京都市內的河流大多短小湍急，容易發生洪水。在平安京時期，京都就多次遇洪水侵襲。即使在現代，每逢颱風過境造成集中豪雨時，京都市內河川的水位也常會在短時間內大幅上升造成洪水。

### 市內地名
京都在其開發早期是一座计划城市，市內道路類似棋盤，極為規整，且許多平安京時期的路名沿用至今:1。也正因如此，和日本其他都市常用町名（類似中文世界的「里」）來表示地址相比，京都多使用道路名稱來表示地址:10-11。而京都市內的路口也和日本其他地區大多採用附近地名不同，多合成兩條道路的名稱作為路口名，如「四條河原町」這一地名就是得來於因其位於四條通和河原町通兩條街道的路口。值得一提的是，京都也是日本難讀地名較多的市之一，著名的例子有天使突拔（てんしつきぬけ）、先斗町（ぽんとちょう）:140等。

### 氣候
京都屬於柯本氣候分類法下的副熱帶濕潤氣候（在日本則被歸類為同時屬於瀨戶內海式氣候及內陸性氣候），其特徵為四季的氣溫及降雨量變化相當顯著。而京都位於盆地這一點又讓這一特徵體現得更為明顯:312。京都夏天炎熱且潮溼，相對地，冬天則較為寒冷且偶爾會下雪。京都的春季開始於三月中旬，這一時期櫻花盛開，和秋季並為也是京都觀光客最多的時期。從六月中旬左右開始至七月底，京都進入悶熱潮濕的梅雨季節。然後便進入炎熱且晴朗的夏天後半。如同大部份日本太平洋沿岸及中部地區，京都在九月及十月易遭到颱風侵襲。之後京都進入短暫的秋季。雖然相比日本海沿岸地區，京都市的降雪相對較少。然而地處內陸的京都市仍然是近畿地方冬季較為寒冷的地區。
| 京都市（京都地方氣象台）                                     | 京都市（京都地方氣象台） | 京都市（京都地方氣象台） | 京都市（京都地方氣象台） | 京都市（京都地方氣象台） | 京都市（京都地方氣象台） | 京都市（京都地方氣象台） | 京都市（京都地方氣象台） | 京都市（京都地方氣象台） | 京都市（京都地方氣象台） | 京都市（京都地方氣象台） | 京都市（京都地方氣象台） | 京都市（京都地方氣象台） | 京都市（京都地方氣象台） |
| 月份                                                         | 1月                      | 2月                      | 3月                      | 4月                      | 5月                      | 6月                      | 7月                      | 8月                      | 9月                      | 10月                     | 11月                     | 12月                     | 全年                     |
| ------------------------------------------------------------ | ------------------------ | ------------------------ | ------------------------ | ------------------------ | ------------------------ | ------------------------ | ------------------------ | ------------------------ | ------------------------ | ------------------------ | ------------------------ | ------------------------ | ------------------------ |
| 历史最高温 °C（°F）                                          | 19.9 (67.8)              | 22.9 (73.2)              | 25.7 (78.3)              | 30.7 (87.3)              | 34.9 (94.8)              | 37.2 (99.0)              | 39.8 (103.6)             | 39.8 (103.6)             | 38.1 (100.6)             | 33.6 (92.5)              | 26.9 (80.4)              | 22.8 (73.0)              | 39.8 (103.6)             |
| 平均高温 °C（°F）                                            | 9.1 (48.4)               | 10.0 (50.0)              | 14.1 (57.4)              | 20.1 (68.2)              | 25.1 (77.2)              | 28.1 (82.6)              | 32.0 (89.6)              | 33.7 (92.7)              | 29.2 (84.6)              | 23.4 (74.1)              | 17.3 (63.1)              | 11.6 (52.9)              | 21.1 (70.0)              |
| 日均气温 °C（°F）                                            | 4.8 (40.6)               | 5.4 (41.7)               | 8.8 (47.8)               | 14.4 (57.9)              | 19.5 (67.1)              | 23.3 (73.9)              | 27.3 (81.1)              | 28.5 (83.3)              | 24.4 (75.9)              | 18.4 (65.1)              | 12.5 (54.5)              | 7.2 (45.0)               | 16.2 (61.2)              |
| 平均低温 °C（°F）                                            | 1.5 (34.7)               | 1.6 (34.9)               | 4.3 (39.7)               | 9.2 (48.6)               | 14.5 (58.1)              | 19.2 (66.6)              | 23.6 (74.5)              | 24.7 (76.5)              | 20.7 (69.3)              | 14.4 (57.9)              | 8.4 (47.1)               | 3.5 (38.3)               | 12.1 (53.8)              |
| 历史最低温 °C（°F）                                          | −11.9 (10.6)             | −11.6 (11.1)             | −8.2 (17.2)              | −4.4 (24.1)              | −0.3 (31.5)              | 4.9 (40.8)               | 10.6 (51.1)              | 11.8 (53.2)              | 7.8 (46.0)               | 0.2 (32.4)               | −4.4 (24.1)              | −9.4 (15.1)              | −11.9 (10.6)             |
| 平均降水量 mm（）                                            | 53.3 (2.10)              | 65.1 (2.56)              | 106.2 (4.18)             | 117.0 (4.61)             | 151.4 (5.96)             | 199.7 (7.86)             | 223.6 (8.80)             | 153.8 (6.06)             | 178.5 (7.03)             | 143.2 (5.64)             | 73.9 (2.91)              | 57.3 (2.26)              | 1,522.9 (59.96)          |
| 平均降雪量 cm（）                                            | 5 (2.0)                  | 7 (2.8)                  | 1 (0.4)                  | 0 (0)                    | 0 (0)                    | 0 (0)                    | 0 (0)                    | 0 (0)                    | 0 (0)                    | 0 (0)                    | 0 (0)                    | 2 (0.8)                  | 15 (5.9)                 |
| 平均降水天数（≥ 0.5 mm）                                     | 8.1                      | 8.9                      | 11.2                     | 10.6                     | 10.8                     | 13.2                     | 12.6                     | 9.3                      | 11.1                     | 9.4                      | 7.4                      | 8.2                      | 120.8                    |
| 平均降雪天数（≥ 1 cm）                                       | 1.6                      | 2.2                      | 0.4                      | 0.0                      | 0.0                      | 0.0                      | 0.0                      | 0.0                      | 0.0                      | 0.0                      | 0.0                      | 0.6                      | 4.8                      |
| 平均相對濕度（％）                                           | 67                       | 65                       | 61                       | 59                       | 60                       | 66                       | 69                       | 66                       | 67                       | 68                       | 68                       | 68                       | 65                       |
| 月均日照時數                                                 | 123.5                    | 122.2                    | 155.4                    | 177.3                    | 182.4                    | 133.1                    | 142.7                    | 182.7                    | 142.7                    | 156.0                    | 140.7                    | 134.4                    | 1,794.1                  |
| 来源：日本氣象廳（平均值：1991年-2020年、極值：1880年-現在） |                          |                          |                          |                          |                          |                          |                          |                          |                          |                          |                          |                          |                          |

## 歷史

### 平安京

平安京地圖

京都盆地自旧石器時代開始就已經有人類活動。在繩文時代，位於現今京都市東北部的北白川地區和山科盆地的丘陵地區已經有集落出現。到了彌生時代，平原地區也開始有集落出現。進入5世紀後，渡來人貴族秦氏開始在京都居住，其在京都盆地興修水利，此為京都地區大規模開發之始。
奈良時代末期，桓武天皇為了擺脫奈良佛教寺院勢力的影響，於784年將首都從平城京（今奈良市）遷移到長岡京（今長岡京市）。然而僅過了不到10年，桓武天皇在和氣清麻呂的建議下:516–517，於794年將首都又遷到位於山城國的平安京（也就是現在的京都市），自此開啟平安时代，也開始京都作為日本首都的歷史。平安京的選址參考風水思想，並且效仿中國的长安和洛陽，是一座傳統的市坊制都市。平安京南北長約5.2公里，東西長約4.5公里。天皇居住的大內裏位於平安京的正北，以朱雀大路為中心，城市分為右京（又稱「長安」）和左京（又稱「洛陽」）兩個對稱的部份。平安京堪稱是一座規模宏大且規劃嚴謹的東亞傳統型的計劃城市。
然而平安京實際的開發情況和計劃相比可謂是大相徑庭。平安京的市區範圍雖然十分廣大，其人口卻只有大約15萬人，因此城內並未得到充分開發，並且有大片農田:99－101。甚至大內裏也在經過多次火災之後不再重建。特別是右京地區因為地形地濕，開發進度十分緩慢。左京因此成為京都主要發展的地區，「洛陽」也成為京都的代稱。在平安時代中期以後，貴族的住宅大多集中在左京北部，並且開始跨過鴨川向平安京以外的範圍延伸。在11世紀後期，上皇（退位的天皇）在白河、鳥羽等地修建離宮並掌控朝政，該時期遂稱院政時期:63。而離宮的修建也使得京都市區向平安京以外地區發展的趨勢更加明顯:102。

### 傳統文化的發達

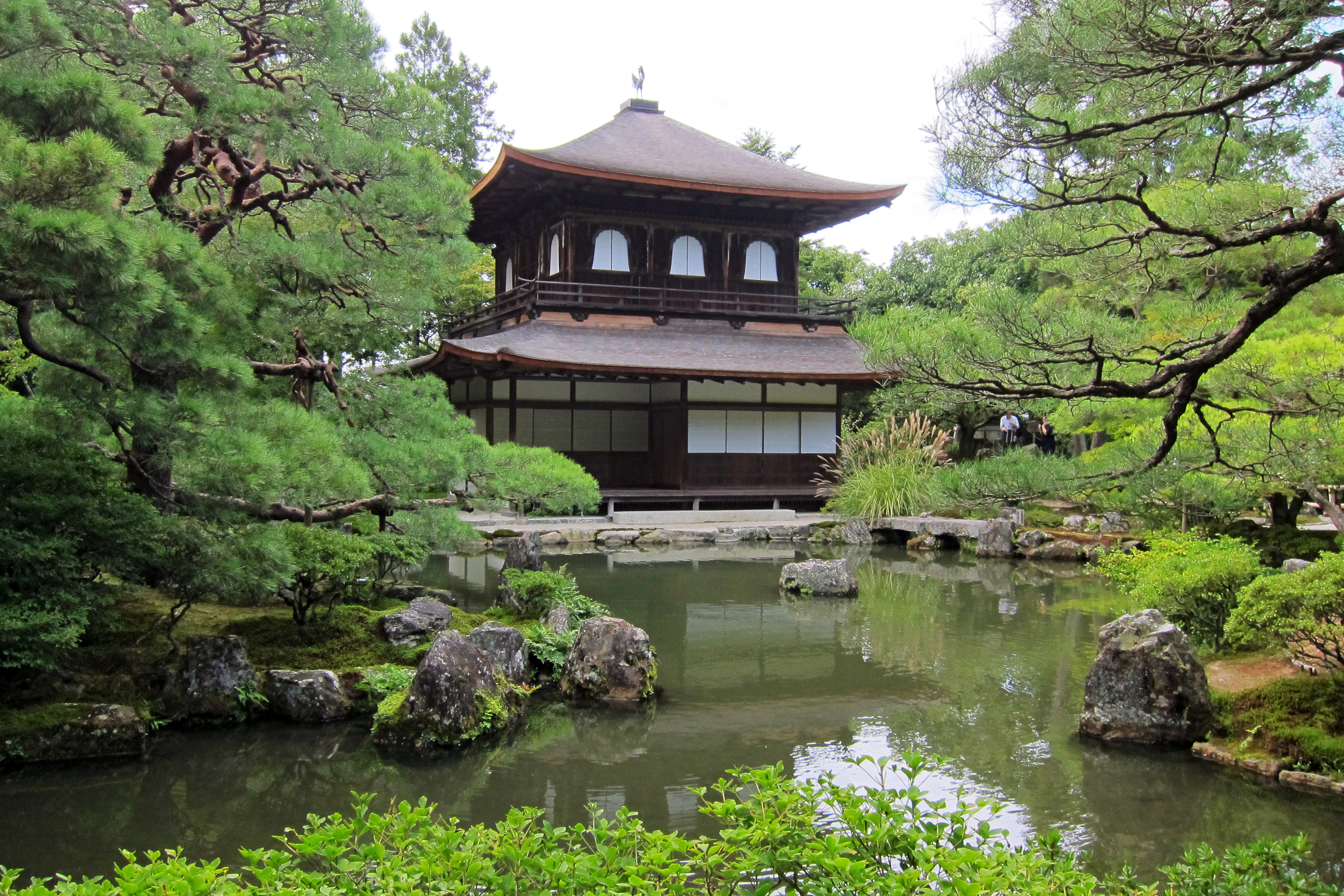
銀閣寺是東山文化代表建築

平安時代的基本政治制度—律令制在進入10世紀後變得有名無實，這也使得貴族階級在平安時代後期開始沒落。相反，武士階級在這一時期逐漸興起。12世紀中期，日本歷史上首個武家政權平氏政權誕生:120。然而平氏政權僅維持二十多年就被另一大武士集團—源氏所取代。1192年，源賴朝在鎌倉創建幕府，日本進入鎌倉時代。在鎌倉幕府時期，日本實質上的政治中心雖然移至鎌倉，京都仍然是最大都市和天皇的居住地。
1338年，隨著室町幕府的成立，日本進入室町时代，京都也再次成為日本政治的中心。在這一時期，京都的都市空間發生巨大的變化。市區按南北分為上京和下京兩個部份，東西方向的二條大路取代朱雀大路成為京都最重要的街道:325。上京集中包括天皇的居住處里內裏等眾多貴族的宅邸，而下京則是京都主要的工商業區域:71。室町時代也是北山文化和東山文化兩大傳統文化的勃興時期，京都的寺院數在這一時期大幅增加，其中最為著名的就是金閣寺和銀閣寺:78-83。
在1467年至1477年之間，京都是应仁之乱的主戰場，市區幾乎完全被毀。之後京都在市民的努力下開始逐漸復興。貴族勢力的上京和市民勢力的下京區隔更加明顯，兩者均由土壘包圍且中間只有室町小路一條道路連接:46。隨著產業的發達，由工商業者組成的町眾階級日益興起，他們在都市運營方面發揮重要的作用，也使得此時的京都可說是自由度較高的自治城市:172-177。京都因其政治中心的地位，在這一時期也是多個重要歷史事件的舞台。1568年，織田信長的軍隊進入京都。在五年後信長又燒毀反抗勢力強大的上京，其勢力之強盛到達頂點。然而在1582年，在京都爆發本能寺之变:56-57，信長自殺。

### 都市空間的變革

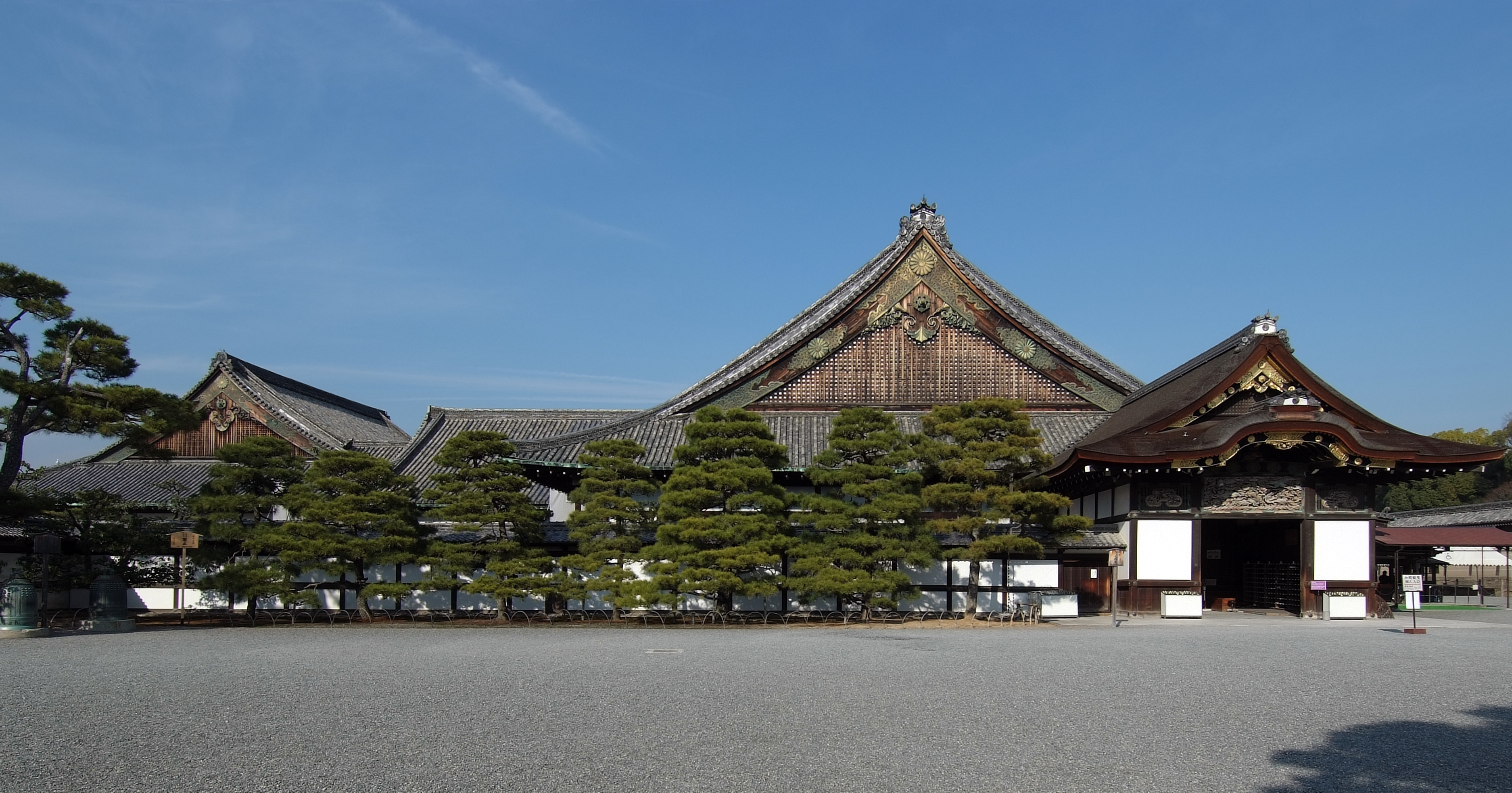
二條城是江戶時代京都的中心

織田信長之後，實現統一日本大業的是丰臣秀吉。秀吉對京都進行大規模的改造，其主要內容包括修建聚樂第，將其作為秀吉統治京都的據點。並且在聚樂第附近修建武家屋敷供大名居住；修建內裏，並強制貴族居住在其附近；將京都市內的寺廟集中搬遷至鴨川西岸的寺町:327，並且將在日本全國都有強大勢力的本願寺自大阪遷至京都，加強對佛教勢力的控制:31；實施天正地割，在京都市中心修建南北向的道路:1，使得京都市內的街區由正方形變為長方形，改變平安京以來京都的都市格局；建設御土居，以此作為洛中和洛外的分界線。秀吉的大規模改造使得京都由兩個分裂的部份重新統合為一個整體的城市，城市空間的格局也從中世都市轉變為近世城下町:327。
進入17世紀後，德川家康取代豐臣家，成為日本的統治者。德川家康將幕府設在江戶（今東京），但京都仍然是日本的國都所在地。德川家康雖然新建二條城並以其作為京都新的都市核心，然而京都整體的都市空間仍然維持豐臣秀吉時期的格局:328。1788年，京都市內發生天明大火，是為京都史上最大的一次火災，市區幾乎完全被毀。然而之後京都很快實現復興。位於眾多街道交匯點的京都是當時日本全國的商業物流中心之一，眾多豪商巨賈聚集於此:262。京都也是當時日本最重要的宗教文化都市，京都的文化人在神道、佛教、儒學、蘭學等學術領域建樹頗豐:268-269。江戶時代的京都與大坂（今大阪）、江戶並稱為「三都」，是代表日本的大都市:328。

### 近現代的京都

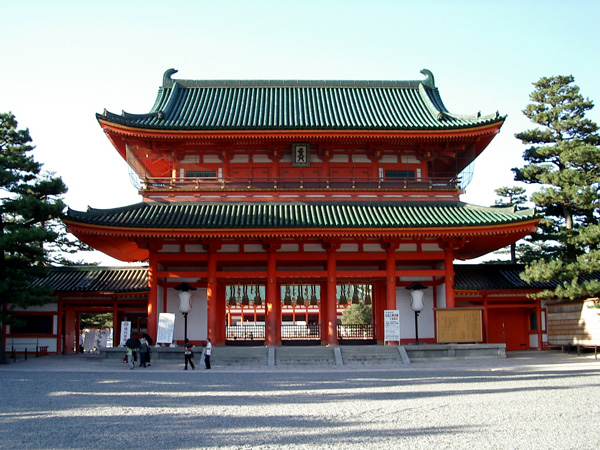
平安神宮的外觀系仿照平安京時期的大內裏修建，是京都復興的象徵

幕末時期，京都再次成為歷史舞台的焦點。1864年，幕府軍隊和倒幕勢力在京都市內發生激烈戰鬥，是為禁門之變，京都市內大片街區被焚毀。這也使得京都市中心現存的建築多為幕末之後修建的建築物。1867年，京都郊外發生鸟羽伏见之战，倒幕軍取得勝利，是決定戊辰戰爭局勢的關鍵戰役:282。1868年，日本首都從京都遷移至東京，除了皇室及公家之外大量商人也都從京都遷居至東京，京都面臨巨大的危機。京都市政財界採取大量措施試圖挽回危機局面，其主要內容包括實施學區制；創建京都帝國大學（今京都大學），使京都成為西日本高等教育及學術研究的中心:6；興建琵琶湖疏水作為水運路線，並進行水力發電；鋪設日本最早的有軌電車京都市電；舉辦第4屆內國勸業博覽會並修建平安神宮。之後京都又在大正時期完成三大事業:6（第二琵琶湖疏水、鋪設上下水道、擴寬道路及鋪設有軌電車）。這些措施使得京都跨過危機，開始轉變為現代化都市:49。1921年，京都實施其首個都市計劃事業，開始進入現代城市規劃時代:59。
在第二次世界大战時期，京都市是日本城市中較少遭到美軍空襲轟炸的都市:8，因此京都市是日本少數仍然擁有豐富的戰前建築的城市之一。為了降低空襲造成的損害，堀川通、御池通、五條通沿線的建築被強制拆除，卻也提供之後拓寬道路的空間。然而卻也正因為舊市區保存較好，導致市中心很難修建新的道路和公園，使得京都市中心地區的道路面積率和公園面積率極低，並且都市更新也進展較慢:9。戰後京都的開發主要依照1950年制定的「京都國際文化觀光都市建設法」進行:61，在郊外地區修建新市鎮以解決住宅問題，並且將京都車站以北規劃為保存地區，以南則規劃為開發地區。1956年9月1日，京都市成為政令指定都市。1964年10月，東海道新幹線開始通車，極大的促進京都觀光產業的發展。1978年，京都市電被廢止，市營地下鐵取代市電成為京都市區重要的交通方式。這些事件都象徵著戰後京都都市空間的巨大變化。進入平成時代之後，在平安遷都1200年之際的1994年，京都的多處古蹟被列入世界文化遺產。京都已成為日本具代表性的觀光都市和文化都市。日本文化廳在2023年遷至京都市，成為第一個遷出東京的中央省廳。

## 人口

京都市人口金字塔。藍色為男性，紅色為女性（2005年数据）。

在9世紀時，平安京的人口估計約有10萬至15萬人:31-43。至10-11世紀時，平安京的人口增加至17萬至20萬人。在1571年，京都的人口則估計約有20萬至30萬人:31-43。而在江戶時代的大部份時期，據等統計資料，京都的人口大致在35萬人左右，雖然低於江戶，但和大阪相當，是當時日本屈指可數的大都市:264。明治維新之後，隨著大量公家和商人遷至東京，京都的人口也從約35萬大幅減少至約22萬:328。1889年時，京都有人口279,792人，僅次於東京和大阪，是當時日本的第三大都市。1932年，京都市人口突破100萬人。然而在1970年代中期，京都市人口在超過140萬之後由快速增加轉入停滯狀態。2020年10月時，京都市人口約有145.8萬人
京都市人口的特徵之一是生育率較低，因此兒童人口佔總人口的比例較低。2017年，京都市的总和生育率為1.27，大幅低於日本全國的平均水準1.43。低出生率也使得京都市的高齡者人口比例較高。2019年，京都市65歲以上的高齡人口數量達到41萬840人，比例達到28.0%。京都市人口的另一特徵是18歲至24歲的人口佔人口比例較高。這一年齡的人口多為大學生，也體現出了京都市是一座大學城市。另外在2018年，京都市人口中有47,091人是外國人。
| 京都市人口分布圖 |                                               |  |
| 京都市與日本全國年齡別人口分布比較圖 （2005年資料） | 京都市的年齡、男女別人口分布圖 （2005年資料） |  |
| ■紫色是京都市 ■綠色是全国 | ■藍色是男性 ■紅色是女性                       |  |
| 京都市人口變化 \| 1970年 \| 1,427,376人 \| \| \| 1975年 \| 1,468,833人 \| \| \| 1980年 \| 1,480,377人 \| \| \| 1985年 \| 1,486,402人 \| \| \| 1990年 \| 1,468,190人 \| \| \| 1995年 \| 1,470,902人 \| \| \| 2000年 \| 1,474,471人 \| \| \| 2005年 \| 1,474,811人 \| \| \| 2010年 \| 1,474,015人 \| \| \| 2015年 \| 1,475,183人 \| \| \| 2020年 \| 1,463,723人 \| \| |                                               |  |
| 資料來源：日本總務省統計中心提供之人口普查數據 |                                               |  |
| 1970年 | 1,427,376人                                   |  |
| 1975年 | 1,468,833人                                   |  |
| 1980年 | 1,480,377人                                   |  |
| 1985年 | 1,486,402人                                   |  |
| 1990年 | 1,468,190人                                   |  |
| 1995年 | 1,470,902人                                   |  |
| 2000年 | 1,474,471人                                   |  |
| 2005年 | 1,474,811人                                   |  |
| 2010年 | 1,474,015人                                   |  |
| 2015年 | 1,475,183人                                   |  |
| 2020年 | 1,463,723人                                   |  |

## 行政區劃
1889年，京都市開始實施市制，成為日本最早的市之一，同時市區附近的一些農村地區也被編入京都市的範圍之內。當時京都市的範圍包括了現在上京區、中京區、下京區、東山區的全部以及左京區和北區的部份地區。之後京都市的行政區範圍又在1902年和1918年有所擴大。1931年，京都市附近的26個町村被劃入京都市內，行政區面積因此大幅擴大至之前的4.8倍，且京都重要的衛星都市—伏見在這次合併中被併入京都市，京都進入「大京都」時代:50-51。其後京都市的行政區面積又在1948年、1949年、1950年、1957年、1959年和2005年數次擴大。
由於京都市為政令指定都市，因此得以劃區，現在的京都市由以下11區構成。
| 區名   | 日文名 | 讀音 | 設立日期      | 面積 （平方公里） | 人口      | 人口密度 （每平方公里人口數） |
| ------ | ------ | ---- | ------------- | ----------------- | --------- | ----------------------------- |
| 右京區 |        |      | 1931年4月1日  | 292.07            | 202,624   | 694                           |
| 左京區 |        |      | 1929年4月1日  | 246.77            | 165,979   | 673                           |
| 北區   |        |      | 1955年9月1日  | 94.88             | 116,828   | 1,231                         |
| 上京區 |        |      | 1889年4月1日  | 7.03              | 83,852    | 11,928                        |
| 中京區 |        |      | 1929年4月1日  | 7.41              | 110,333   | 14,890                        |
| 下京區 |        |      | 1889年4月1日  | 6.78              | 82,177    | 12,121                        |
| 東山區 |        |      | 1929年4月1日  | 7.48              | 36,442    | 4,872                         |
| 山科區 |        |      | 1976年10月1日 | 28.70             | 134,220   | 4,677                         |
| 伏見區 |        |      | 1931年4月1日  | 61.66             | 275,547   | 4,469                         |
| 南區   |        |      | 1955年9月1日  | 15.81             | 101,614   | 6,427                         |
| 西京區 |        |      | 1976年10月1日 | 59.24             | 148,240   | 2,502                         |
| 京都市 |        |      | 1889年4月1日  | 827.83            | 1,457,856 | 1,761                         |

## 政治

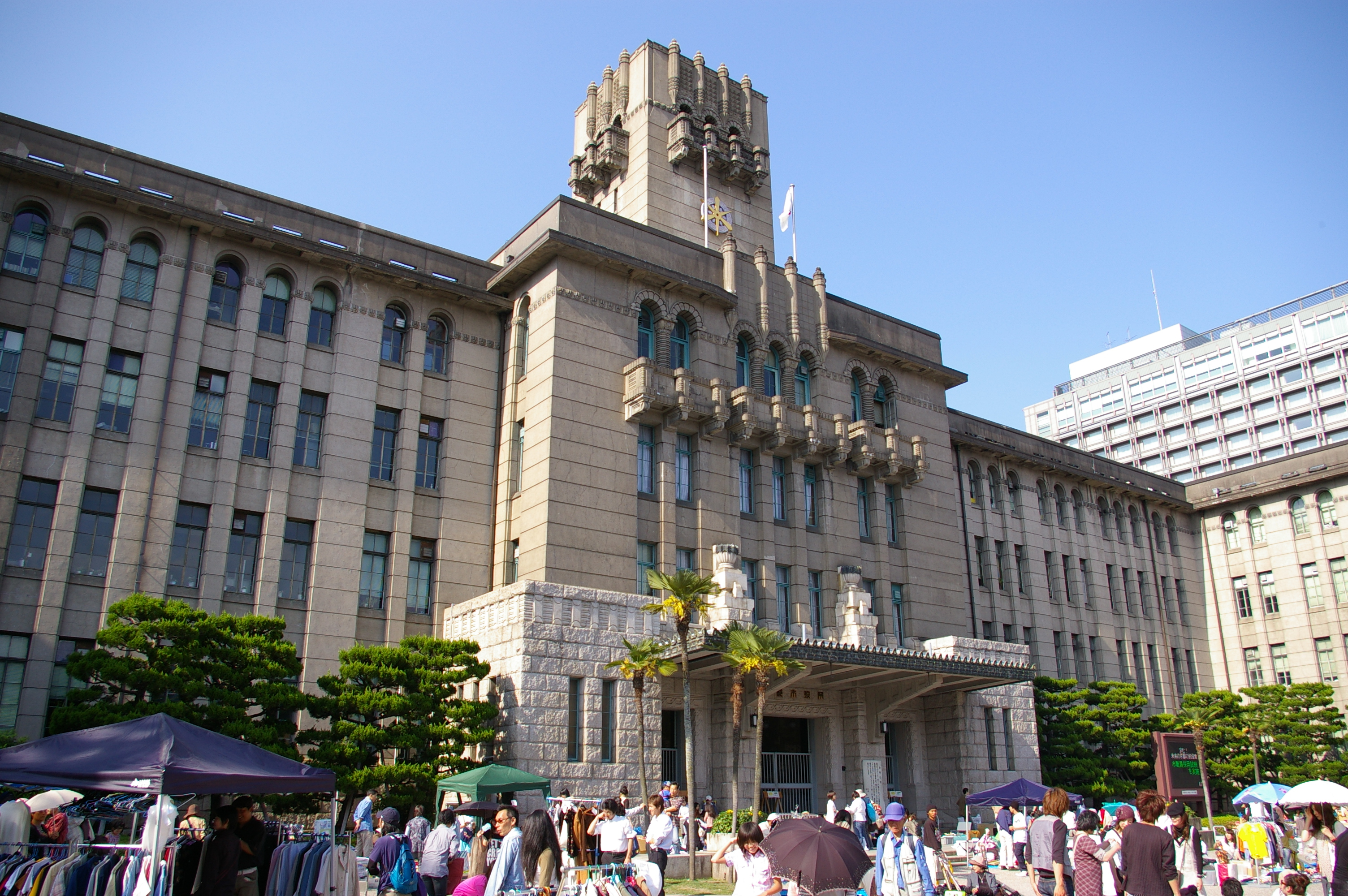
京都市役所

和日本其他地區相比，日本共產黨等左派政黨在京都市有著較大的影響力。在日本众议院選舉仍然實行中選舉區制的時期，京都府第1區（全區均位於京都市內）是少數日本共產黨曾有多位候選人當選的選舉區，且日本共產黨的候選人曾經4次以首位得票率在京都府1區當選。即使在改革為小選舉區制後，日本共產黨仍然能在京都市內的選舉區內獲得比日本全國平均水準更高的得票率。現今北區、上京區、中京區、下京區與南區被劃為京都府第1區，左京區、東山區與山科區被劃為京都府第2區，伏見區與向日市、長岡京市和大山崎町被劃為京都府第3區，右京區和西京區與龜岡市、南丹市和京丹波町被劃為京都府第4區。京都1區長期為自由民主黨人士伊吹文明的地盤，而京都2區自2000年開始就由前原誠司當選。在2021年眾議院選舉時，京都府1至4區分別由自由民主黨、國民民主黨、立憲民主黨與無黨籍的候選人當選。
在地方自治層面，京都市為日本最早的由左派人士執政的「革新自治體」之一。1950年，在選舉中得到左派團體支持的高山義三當選京都市長，使得京都邁入革新自治體行列。然而之後高山義三轉為保守派，並與革新自治體的代表人物—京都府知事蜷川虎三對立。1967年，在選舉中得到日本社會黨和日本共產黨支持的富井清當選京都市長，京都市再次成為革新自治體。之後的兩任京都市長舩橋求己、今川正彥也延續了前任市長重視社會福利的政策。這種情況直到1989年田邊朋之當選京都市長之後才開始改變。此後歷任京都市長雖然都是得到自由民主黨等保守團體支持的候選人，然而日本共產黨支持的候選人仍能得到相當高的得票率。
現任京都市長為松井孝治。他在2024年京都市長選舉首次當選，是京都市時隔24年再次誕生新市長。現今京都市會共有67位議員。市議會中最大黨派為自由民主黨，有22名議員。其他的主要政黨有日本共產黨、民主黨、公明黨與京都黨等黨派。
京都市的財政狀況極為嚴峻，長期以來劣於其他政令指定都市:272。2001年10月，京都市役所宣布進入「財政非常事態」。造成京都市財政狀況不佳的主要原因有固定資產稅收入較少、地鐵東西線長期以來的巨額赤字等。京都市役所曾試圖通過導入古都保存協力稅等方式解決財政問題，但因寺院強烈反對而被迫撤回。在2010年財政年度至2015年財政年度，京都市曾連續六個財政年度實現財政盈餘。但此後京都市的財政狀況再次惡化。京都市役所在2021年表示，若目前的財政狀況持續下去，京都市有可能在2028年財政年度陷入財政破產。

## 經濟

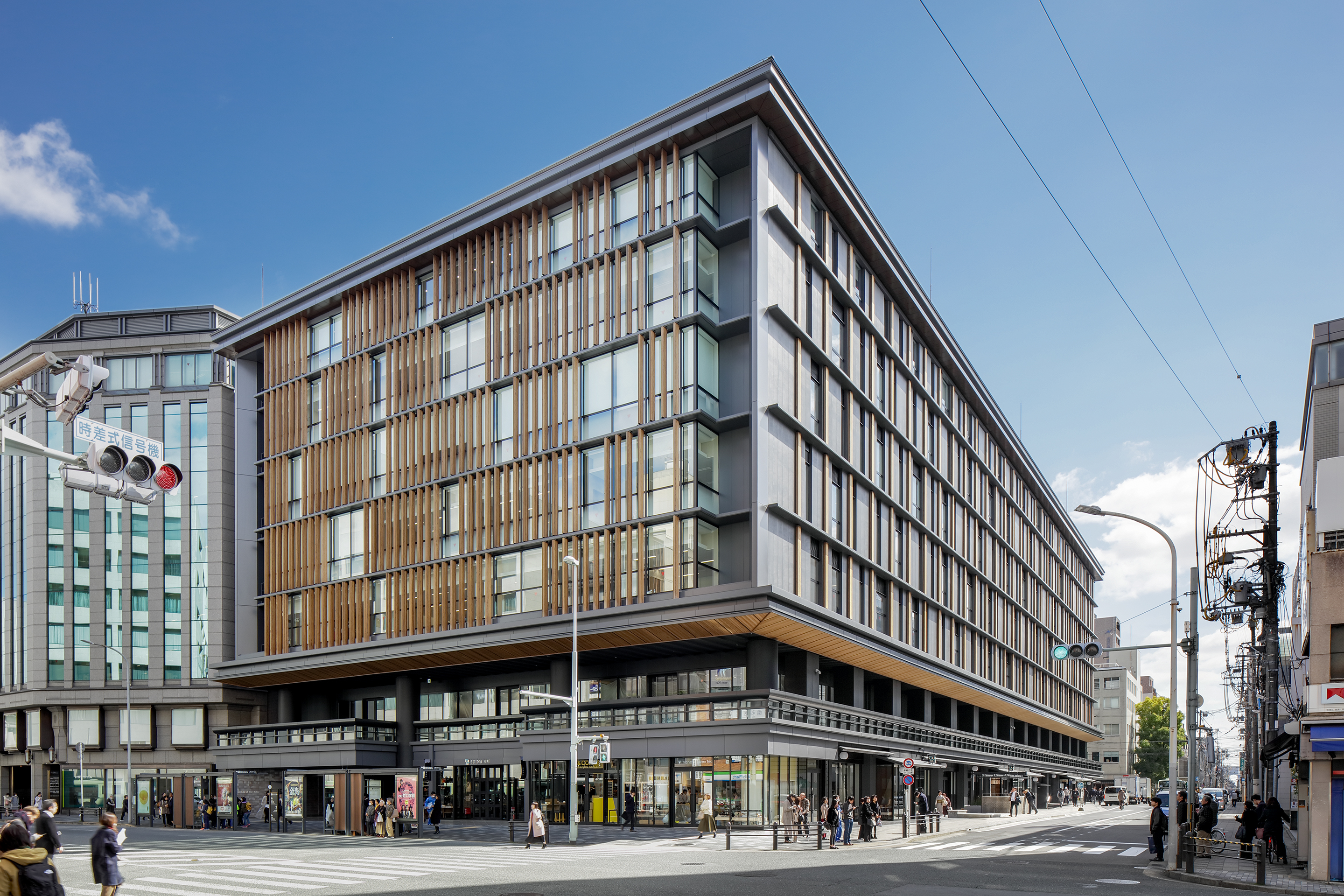
京都经济中心

2016年，京都市市內生產總值有64,847億日元，比上一年增加3.3%。市民所得有46,074億日元，人均市民所得有312萬日元。農林水產業只佔京都市生產總值的0.1%，製造業及建設業合計佔27.9%，其他部分則都是第三產業。

### 農業

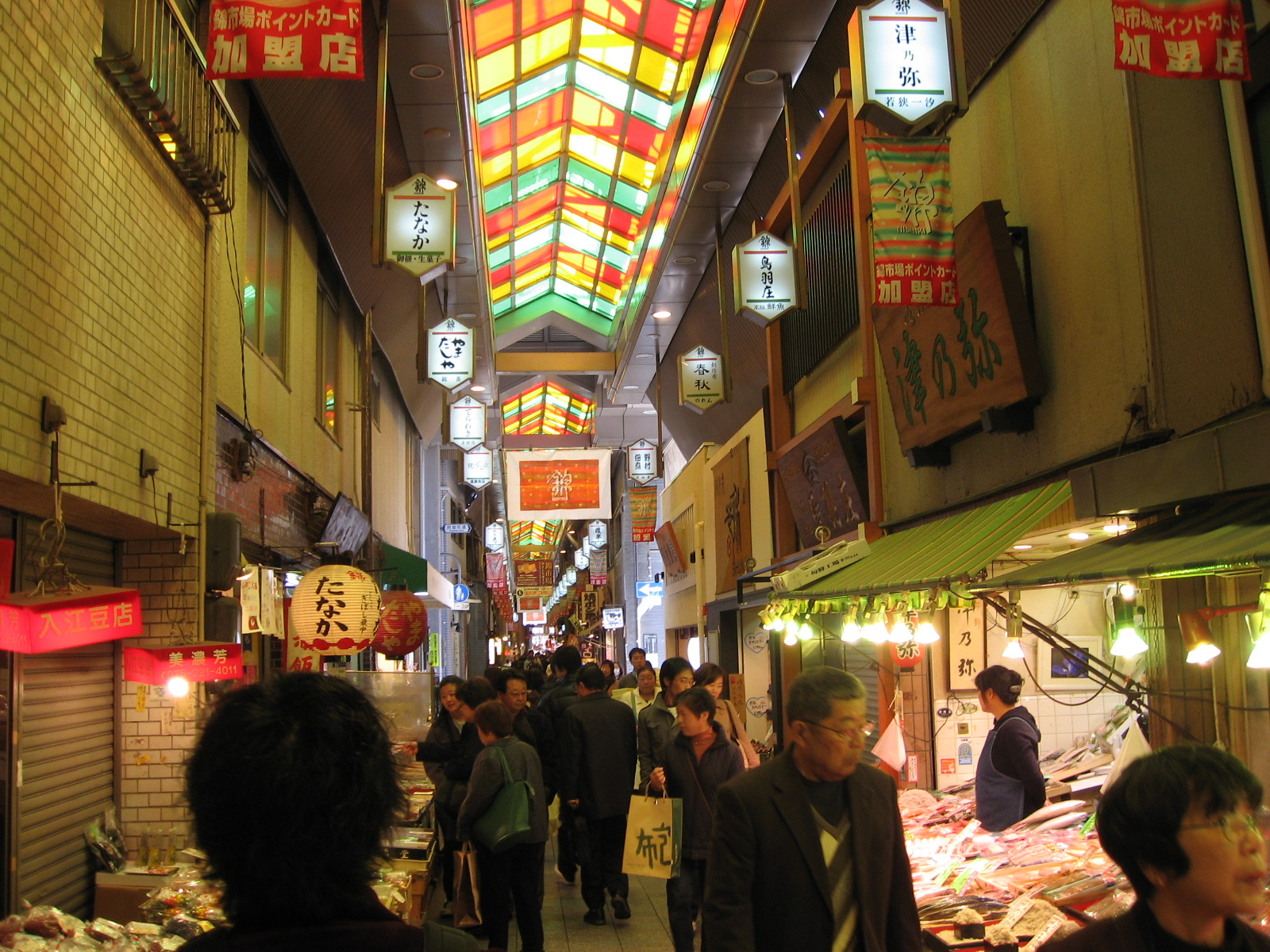
錦市場

京都市的农业主要集中於郊外的山區地區，是典型的都市近郊型農業:93。然而和日本其他地區相同，京都的耕地面積和農業人口在近年持續減少。京都市最具代表性的農產品為蔬菜。京都生產的蔬菜被稱為京野菜:55，其產值佔京都市農產品總產值的84.6%。京野菜的主要品種包括了、蕪菁、水菜、茄子、南瓜、葱等。以京野菜為原料製作的日式醃菜（漬物）是京都的重要特產。除了京野菜之外，大米、水果、鮮花也是京都的主要農產品。

### 工業

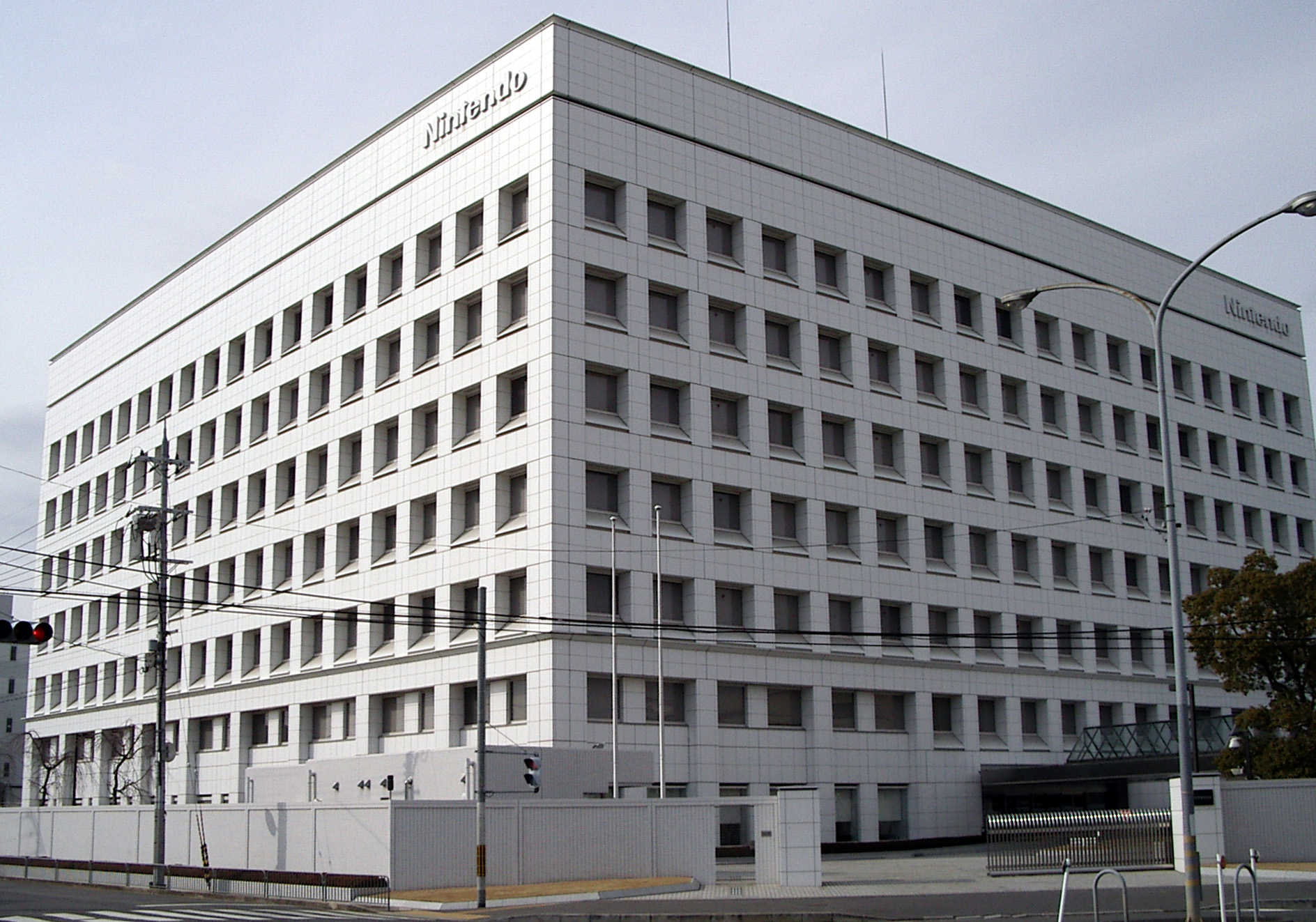
任天堂總部

京都是日本重要的工業都市之一。2016年，京都市的工業品生產額有26,295億日元。食品飲料、機械儀器、傳統產業、出版印刷、電子產業是京都工業中的主要產業。和服相關產業在京都的傳統產業中佔有相當重要的地位。西陣是京都和服產業的一大中心地，著名的西陣織即因其主要產地位於西陣而得名。京都其他的著名傳統產業製品還包括了陶器（清水燒）和友禪染等。然而在近年，由於市場規模縮小和後繼者不足等問題，京都的傳統產業面臨嚴重的困境:45。在現代工業方面，總部設在京都的知名企業有島津製作所、堀場製作所、京瓷、欧姆龙、日本電產、村田製作所、羅姆電子、華歌爾、任天堂等:42-43，這些公司大多都是電子業企業。因京都市內可供建設工場的土地面積狹小且人力成本較高，許多總部設在京都的企業將生產據點設在日本國內其他地區或者海外，而將運營總部和研發中心設在京都:352。由於大學林立學生眾多，京都也是日本创业公司數量較多的都市:87。京都市西部的京都研究園區集中了大量創業公司。就企業數和生產額來看，南區、右京區和伏見區是京都市主要的工業區。

### 服務業

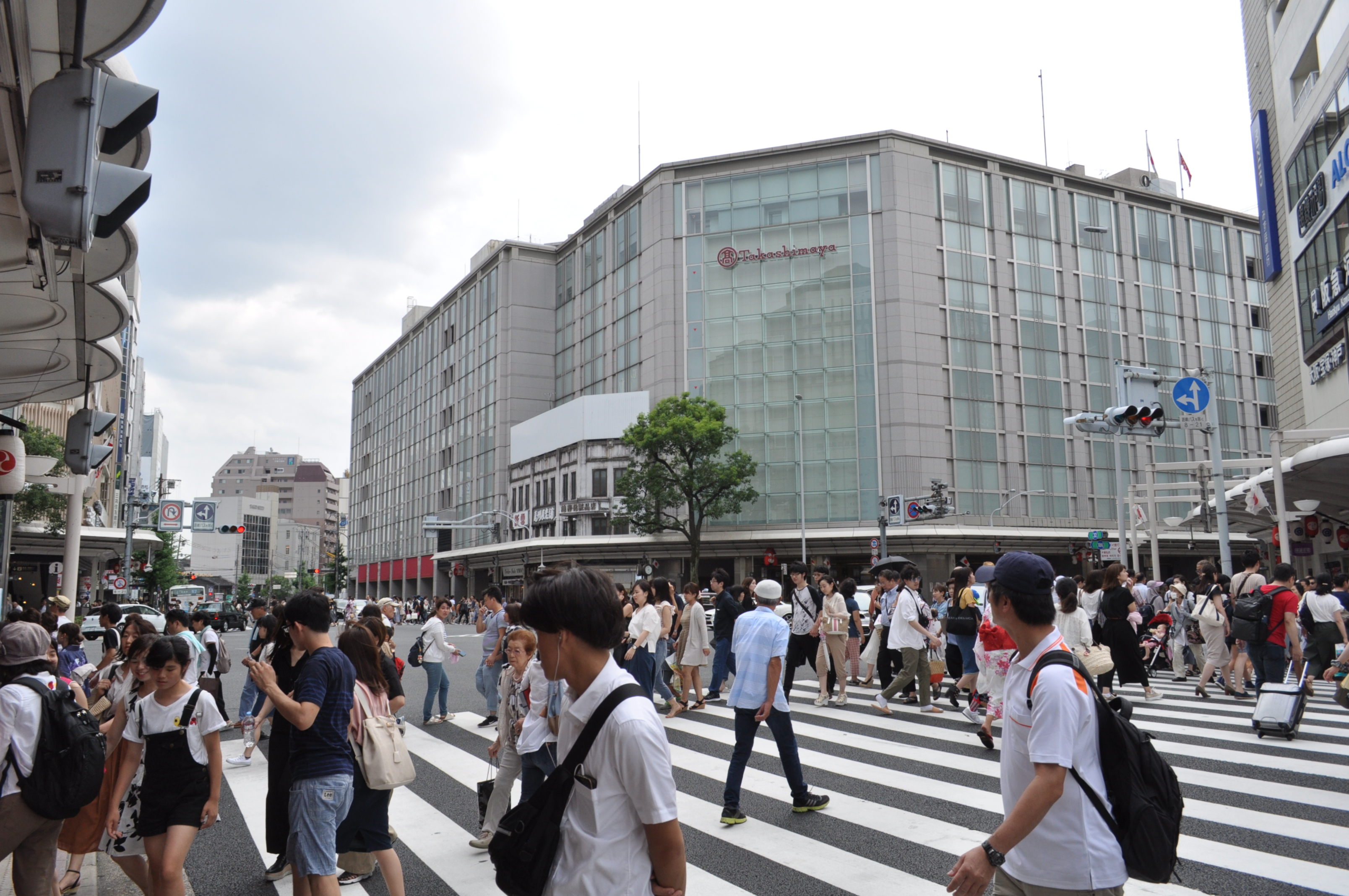
四條河原町

服務業是佔京都市經濟比重最大的產業。在服務業之中，又以商業和旅遊業最為發達。為保存古都風景，京都市是日本國內對大型商業設施管制最為嚴格的城市。這也使得京都市內便利店和小型超市等小規模商業設施數量眾多。京都市也是日本商店街數量較多的大都市:91。2015年，京都市的全年商品銷售額有53,632億日元。京都市的百貨商店則多集中於四條河原町地區和京都站地區:38-39；主要的大型超市則多集中在近郊的鐵路沿線地區:39-41。
旅遊業是京都服務業的另一大支柱產業。京都市有著豐富的觀光資源，吸引了眾多來自世界各地的遊客。2018年，來訪京都的遊客人數達5,275萬人，並有1,582萬人在京都住宿。京都的遊客中有三分之二是女性，三分之一是男性；就年齡來看，以50歲以上的遊客較多，且有六成遊客到訪京都次數超過10次。有眾多日本初中和高中都選擇京都作為修學旅行目的地，特別是東日本的學校。在外國人遊客方面，2018年，共有約450萬外國遊客曾在京都住宿，其中以来自中國大陸的遊客最多，来自台灣的遊客则为其次。最多外國人觀光客到訪的景點依次是清水寺、二條城、伏見稻荷大社、金閣寺、祇園。旅遊業的發展給京都帶來了巨大的經濟效果，京都市有10%以上的就業人口都是從事旅遊相關產業的工作，並在2018年為京都帶來超過13,082億日元的消費。在其他服務業方面，京都的金融業頗具特色。和日本其他大城市相比，都市銀行在京都的影響力相對較小，地方銀行京都銀行雖然在京都府內是最大金融機構但在京都市內則居於次席。而信用金庫則在京都經濟中發揮著重要作用，京都中央信用金庫更是京都市內最大金融機構。和大型的都市銀行相比，信用金庫更易融資給中小企業，這也是京都孕育出眾多創業公司的重要原因。

## 都市景觀

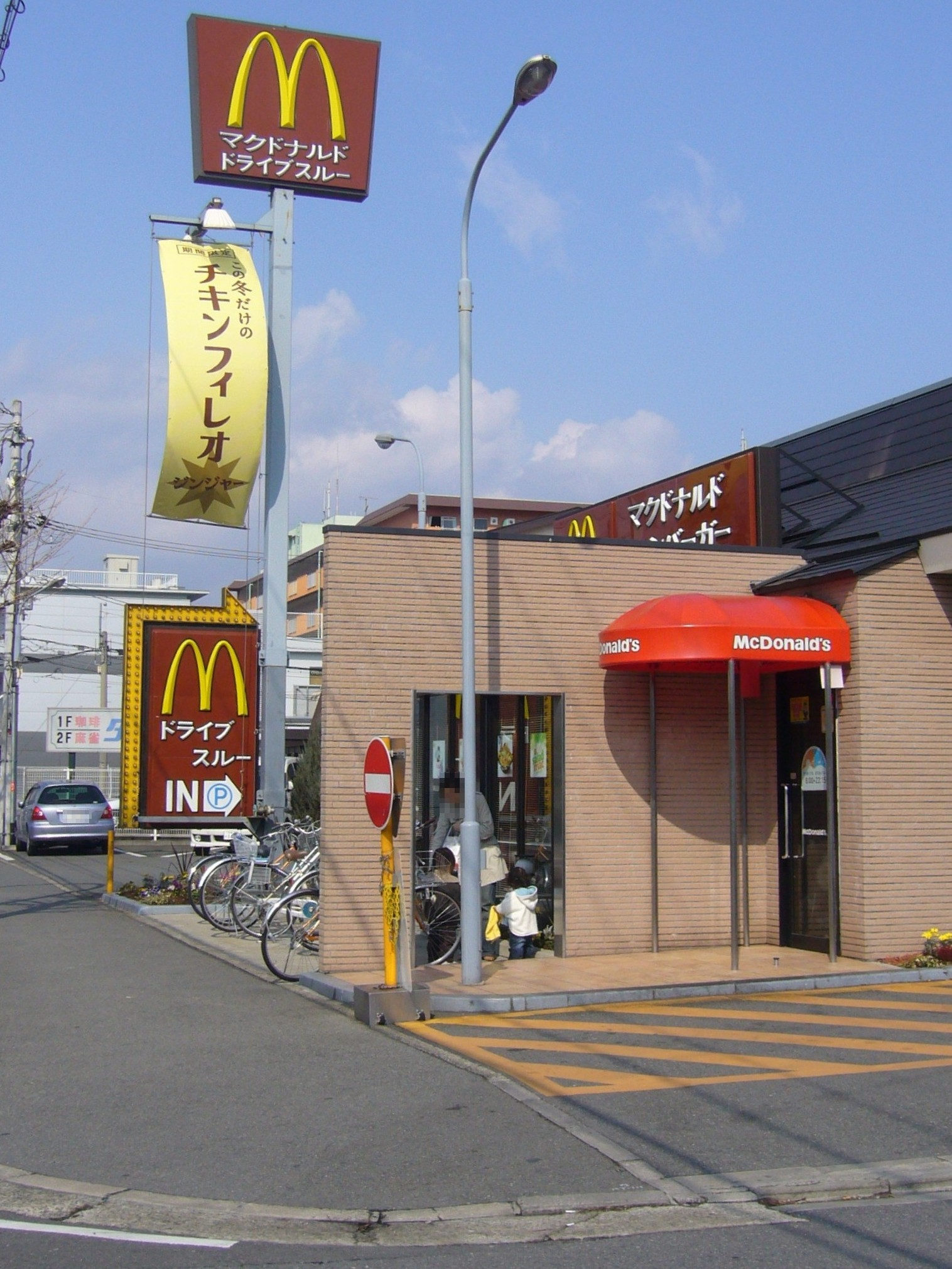
京都的一家麥當勞，看板顏色為棕色而非紅色

京都市是代表日本文化的古都，為維護古都景觀，京都有著日本最為嚴格的景觀規制法律。1930年，京都市就將一些觀光景點附近的地區指定為風致地區，對風致地區內的建築進行限制:15。1964年，京都塔完工，其現代的造型和較高的高度引發了巨大的爭議，也使得保護古都景觀的呼聲高漲。1965年，受到景觀論爭的影響，日本制定了《古都歷史的風土保存相關特別措置法》。1973年，京都市將全市設為高度限制地區，規定市中心商務地區建築高度不得超過45米（2008年又調整為31米）。然而對古都景觀的破壞並未因此而停止，京都市中心大量的傳統民居京町家被高層大樓所取代，市中心的傳統風貌已經被完全改變。而京都賓館和京都站這兩座巨大建築的建設更掀起了一波新的景觀論爭高潮:14-15。2004年，隨著日本制定《景觀法》，京都市內的景觀規制進入新的階段。現在京都市全市均按照地區特徵被指定為不同類型的景觀規制地區。市中心大部份地區都被指定為美觀地區；大多數觀光景點的附近則被指定為風致地區或歷史風土特別保存地區；而在東寺、清水寺境內等有知名眺望點的地區，則制定了關於眺望景觀的限制計劃，對附近建築物的高度進行限制。在美觀地區新建建築時，建築物的外觀均需要經過審查後才能修建。京都市對戶外廣告也有嚴格的規定，市區內禁止懸掛閃爍式霓虹燈廣告，並且對廣告牌的大小和顏色進行限制。因此京都市內部分店鋪的廣告牌採用與日本其他地區不同的顏色，例如京都市內部分麦当劳的看板顏色並非紅色而是棕色。

### 建築

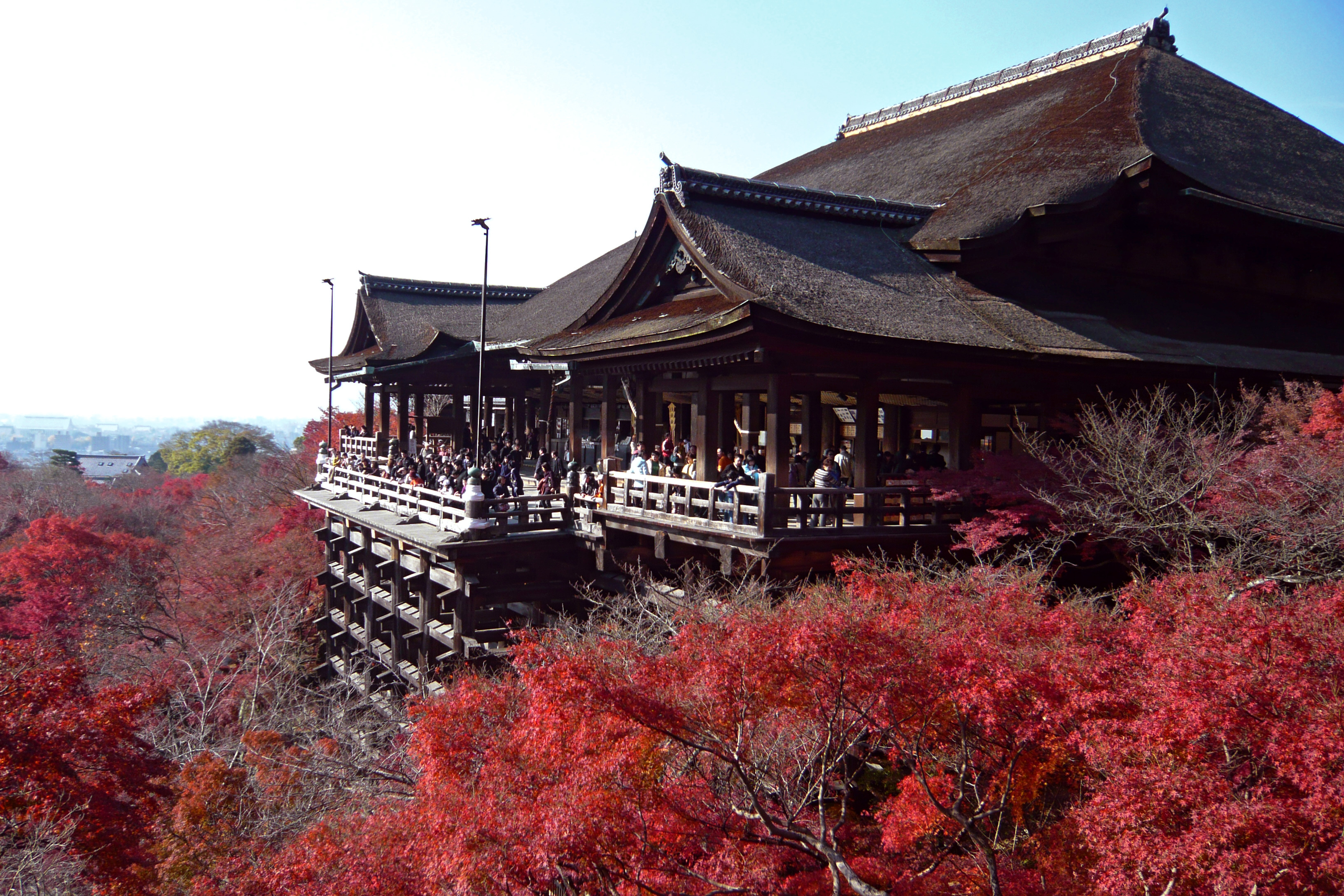
世界文化遺產清水寺红叶狩

京都市內集合了多種不同的風格的建築。古建築中最具代表性的是被選為世界文化遺產的14處建築，其中除二條城之外均為寺廟或神社，顯示出宗教建築在京都建築藝術中有著極為重要的地位。由於歷史上戰亂和大火頻仍，京都市內現存的大多數古建築都修建於應仁之亂之後。室町时代京都建築的代表是金閣寺和銀閣寺，這兩座建築也分別代表了北山文化和東山文化兩種不同的文化藝術流派。室町時代也是京都庭園藝術最為發達的一個時期，禅宗思想融入庭園藝術當中，枯山水即為這一潮流的體現。室町時代庭園藝術的代表作有天龍寺、龍安寺、西芳寺、等持院等寺院的庭園。在安土桃山时代和江戶时代，隨著技術的進步，重現平安時代建築修建當時的外觀變為可能，京都寺院建築的樣式也趨於復古。例如教王護國寺（東寺）和清水寺都是始建於平安时代，在江戶時代重建的寺院建築。江戶時代京都的庭園建築的代表則是採用數寄屋造風格建設的桂離宮。城郭建築在這一時代的建築史上有著重要的地位。京都城郭建築的代表則為建設於江戶時代的二條城。
進入近代之後，京都建築的代表則是京町家。京町家出現在江戶時代後期，是京都最具代表性的日本傳統民宅，高度以兩層居多，正面寬度狹窄但長度較長。然而在戰後，京町家的數量已經大幅減少。現在京都市內的京町家數量有約24,000戶:12－15。和日本眾多都市一樣，京都也在明治至昭和前期的這段時間內修建了大量西洋風建築。京都代表性的洋館建築有舊日本银行京都支店（現為京都文化博物館別館）、中京郵便局、京都府立圖書館、京都國立博物館等:18-21。京都站則是京都現代主義建築的代表作。京都站巨大的體積和現代的造型引發了巨大的爭議，然而毫無疑問的是其已成為京都的地標。

## 文化

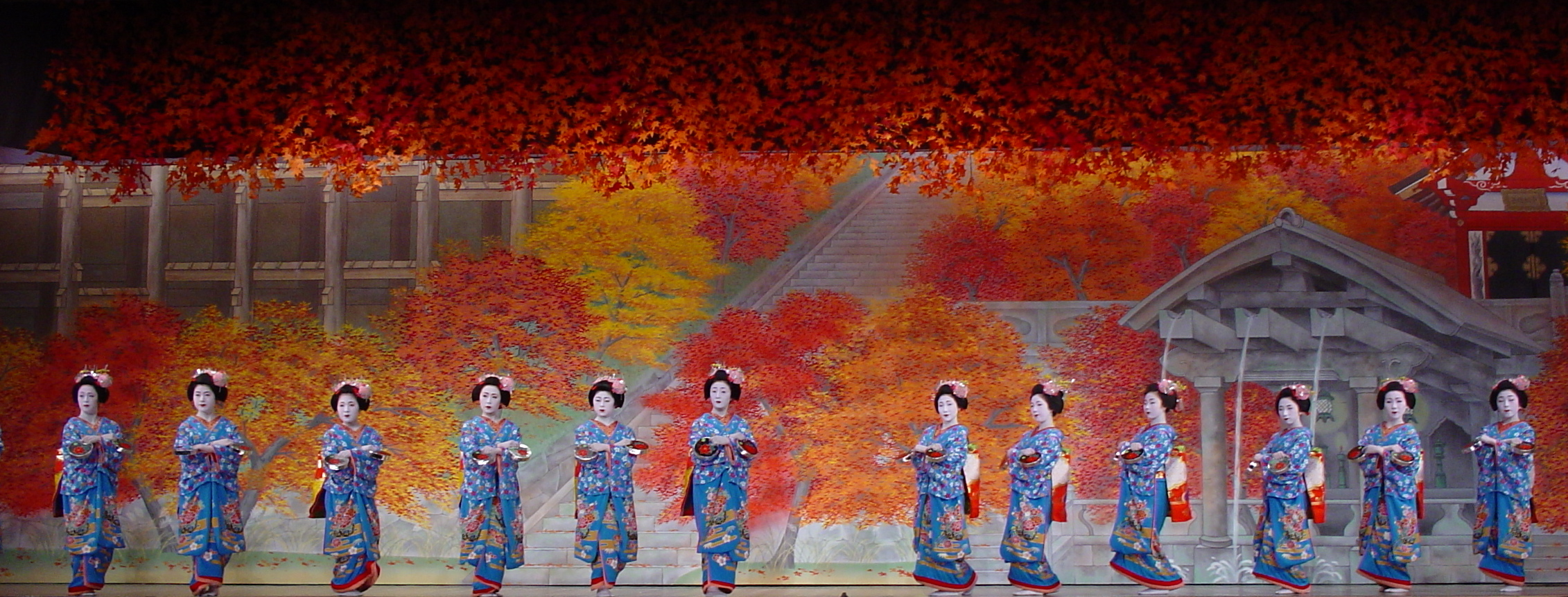
京都的舞妓。京都市內現在仍有祇園甲部等五處花街 (日本)，是日本極少數仍可見到舞妓的都市。

### 語言
京言葉是通行於京都市的日語方言，也是關西方言的一支。京言葉在歷史上曾長期是日语的標準語，且現在仍對日語標準語有著很強的影響。京言葉的特徵是較多使用長音，語音節奏相對較為緩慢，且有著複雜的敬語系統。然而近年來，京言葉受到東京方言和大阪方言的較強影響，正逐漸被日語標準語同化。

### 文學
京都是日本文学的發源地，日本歷史上首部長篇小說《源氏物語》的故事舞台就在京都。除此之外，京都也是《枕草子》、《方丈記》、《更級日記》、《今昔物語集》、《平家物语》等眾多日本古典文學作品的舞台。京都也是許多現代日本作家的憧憬之地。以京都為舞台的知名現代日本文學作品有《羅生門》、《檸檬》、《金閣寺》、《古都》等。現代日本最著名的作家之一村上春樹也出生在京都，他的代表作之一《挪威的森林》的故事舞台就設定在京都。

### 傳統藝術
京都是日本傳統藝術的中心城市。在平安時代，隨著國風文化的發達，日本開始有了獨自的繪畫藝術，而京都成為日本畫的一大創作中心。京都本身也是眾多日本畫的素材，最著名的例子就是洛中洛外图。在近代，京都又是日本最早的美術學校京都府畫學校的創辦地。京都也是尾形光琳、竹內栖鳳、堂本印象等日本畫家的出身地。在表演藝術方面，日本傳統表演藝術的代表—歌舞伎就是發祥於京都。南座是京都最早的歌舞伎劇場，現在仍是日本最重要的歌舞伎表演場地之一。除了歌舞伎之外，京都也有能、文樂等日本傳統藝術的劇場。在平安時代，遣唐使將茶道自中國帶到日本，京都遂成為日本茶道的中心。茶道三大流派表千家、裏千家與武者小路千家之宗家皆位於京都上京區。京都也是華道的發祥地，以池坊派為代表的眾多華道流派的本家都位於京都。

### 節慶

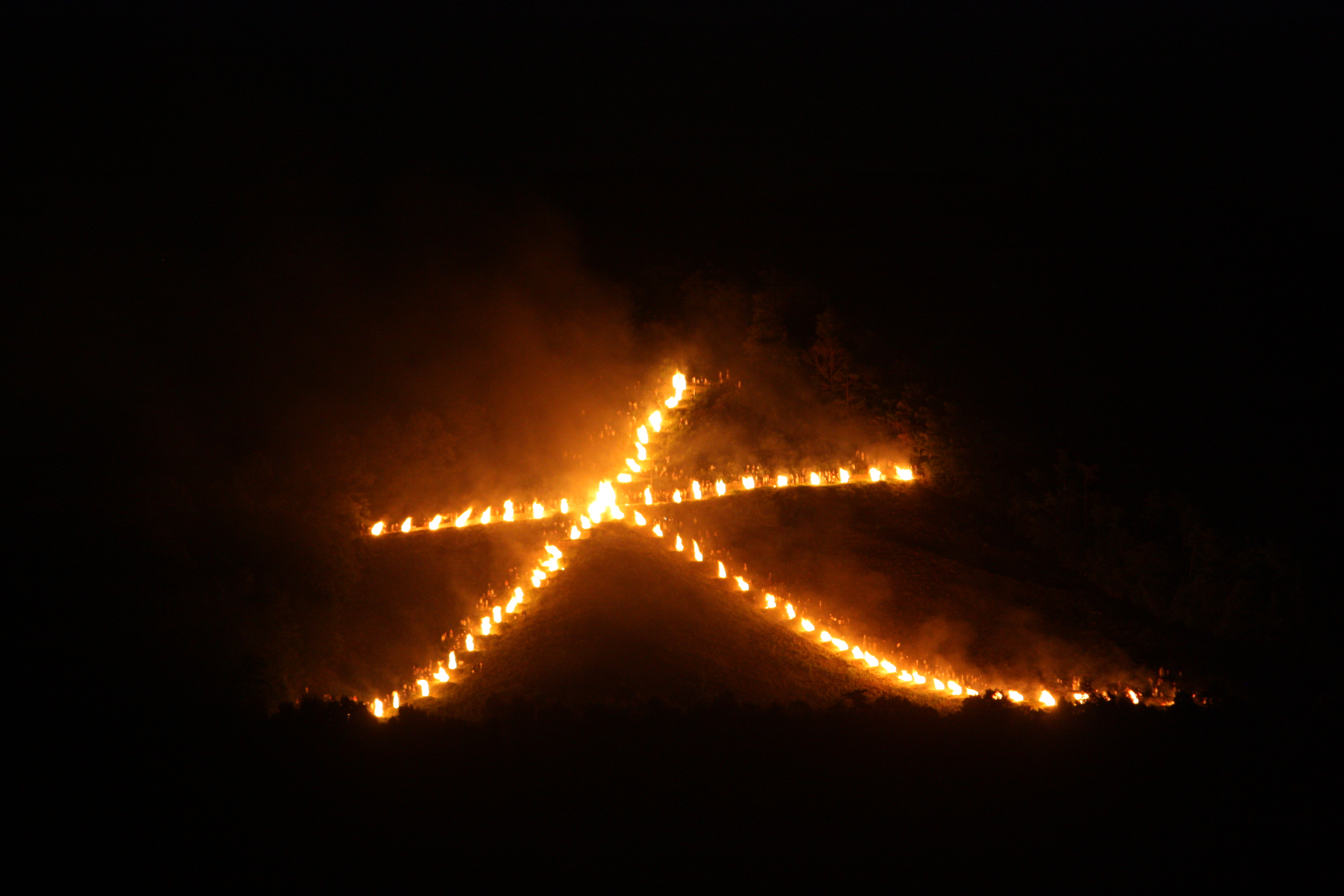
五山送火中的右大文字

京都最重要的節慶活動是有「京都三大祭」之稱的葵祭、祇園祭、時代祭和五山送火，這四大活動合稱為「京都四大行事」。葵祭舉辦於每年5月15日，是京都三大祭中歷史最久的祭典，起源自6世紀中期上賀茂神社和下鴨神社的例祭。葵祭遊行者使用的服裝均忠實再現平安時代的原貌，是充滿貴族氣息的行事。祇園祭是八坂神社的祭禮，起源於9世紀時期，於每年7月1日開始舉辦，因其舉辦時間長達一個月且參與人數眾多，被列入日本三大祭之一。祇園祭的最高潮是在7月16日的前祭宵山活動和7月17日的前祭山鉾巡行。共有33架山鉾參加7月17日的山鉾巡行，規模極為龐大。五山送火在每年的8月16日舉辦，是盂蘭盆節的壓軸活動。在這一天的20點開始，京都市郊外5處山上的大文字等圖案陸續點火，象徵死者的靈魂回到冥府。在江戶時代後期還曾有其他點火圖案，然現已不存。時代祭於每年10月15日至23日舉辦，系紀念平安遷都1100年於1895年開始的祭典活動。祭典的中心內容是10月22日的遊行，其內容是再現自平安時代至明治時代的知名歷史人物及場景。和祇園祭相同，時代祭也是有眾多普通京都市民參加的活動。

### 飲食
京料理是京都的傳統飲食:179。由於京都地處內陸，因此和日本其他地方料理不同，京料理較少使用海鮮，且更加強調烹飪技法:152。加上京都佛寺眾多，精進料理和懷石料理（懐石料理）又尤其發達。豆腐是京料理最為常用的食材，京都市內也有眾多生產豆腐的工廠。此外，京都的和菓子也十分著名。京菓子注重季節感，每個月份均有其代表性的京菓子。八橋是最為著名的京菓子。京都盆地有著豐富的地下水資源，優質的地下水使京都成為重要的日本酒產地。

### 博物館

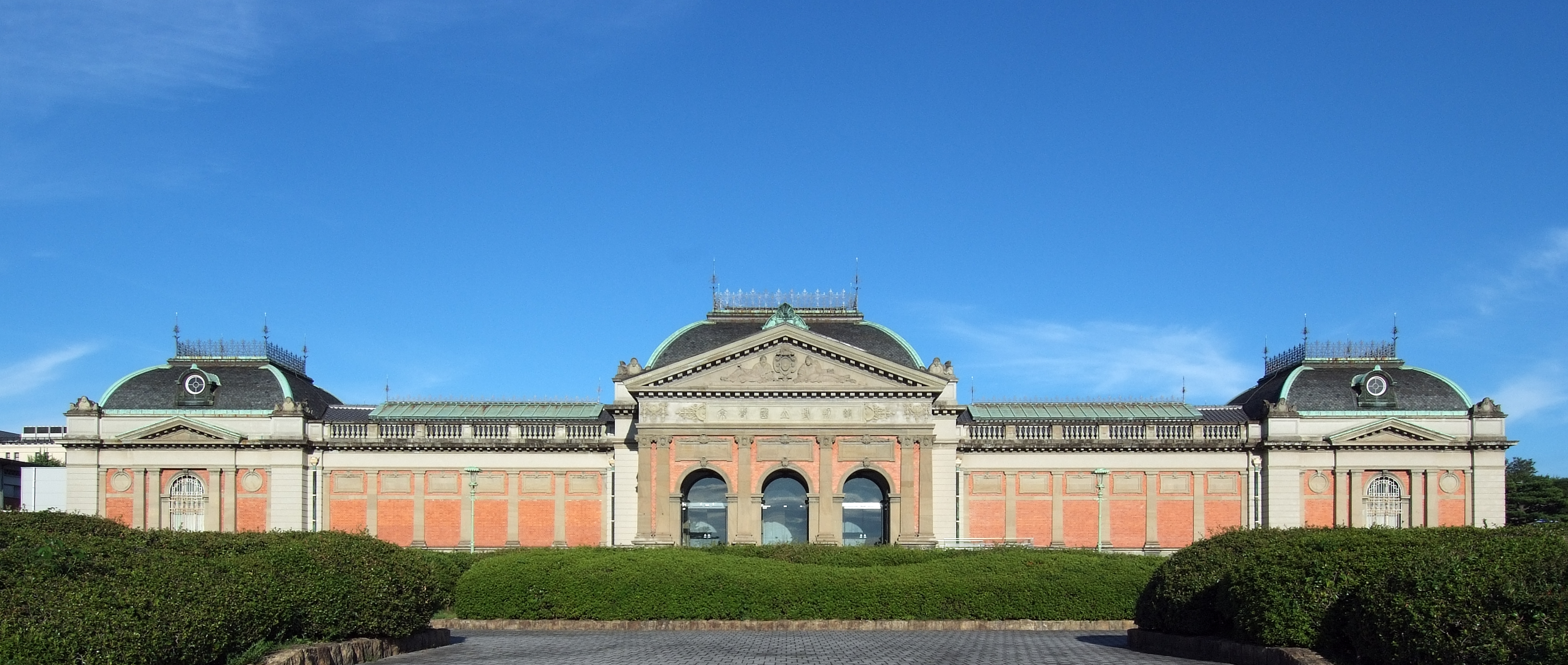
京都國立博物館

京都是一座博物馆之城，市內有超過200家博物館，數量之多在日本名列前茅，亦是政令指定都市中人均博物館數量最多的都市:58。京都市內有多種類型的博物館，其中又以京都國立博物館和京都市美術館最為知名。京都國立博物館是日本四大國立博物館之一，建設當時因其西洋式的外型曾引發爭論，現在已成為京都知名的洋館建築。博物館收藏有27件日本國寶。京都市美術館是日本第二大公立美術館，展品多為明治時代之後的藝術作品。2011年其參觀者數超過100萬人，是京都參觀者數最多的博物館之一。除了這兩家博物館之外，京都的主要博物館還有京都市考古資料館、京都市歷史資料館、京都文化博物館、京都國際漫畫博物館、京都國立近代美術館等。多種類型的博物館也是京都重要的觀光資源。

### 媒體
京都新聞是京都市唯一的一份地方報紙，創刊於1879年，1942年改為現名，其發行範圍包括了京都府和滋賀縣。2011年，京都新聞的日報和晚報發行量合計超過78萬份，在京都市內佔據半數的市場份額。京都新聞的特徵是較多關於宗教、文化、藝術方面以及大學相關的新聞。除了京都新聞之外，日本五大全國性報紙（讀賣、朝日、每日、日經、產經）也都有在京都市發行。京都市內也有多家出版社，其中又以出版學術類圖書的出版社居多。以京都市為總部的电视台有兩家，分別是京都放送（KBS京都）和NHK京都放送局。在電視的播出區域上，京都市屬於近畿廣域圈，除了上述的兩家電視台之外，還可以收看到每日放送（MBS）、朝日放送（ABC）、關西電視台（KTV）、讀賣電視台（YTV）、大阪電視台（TVO，市內僅部分地區可以收看）的電視節目。

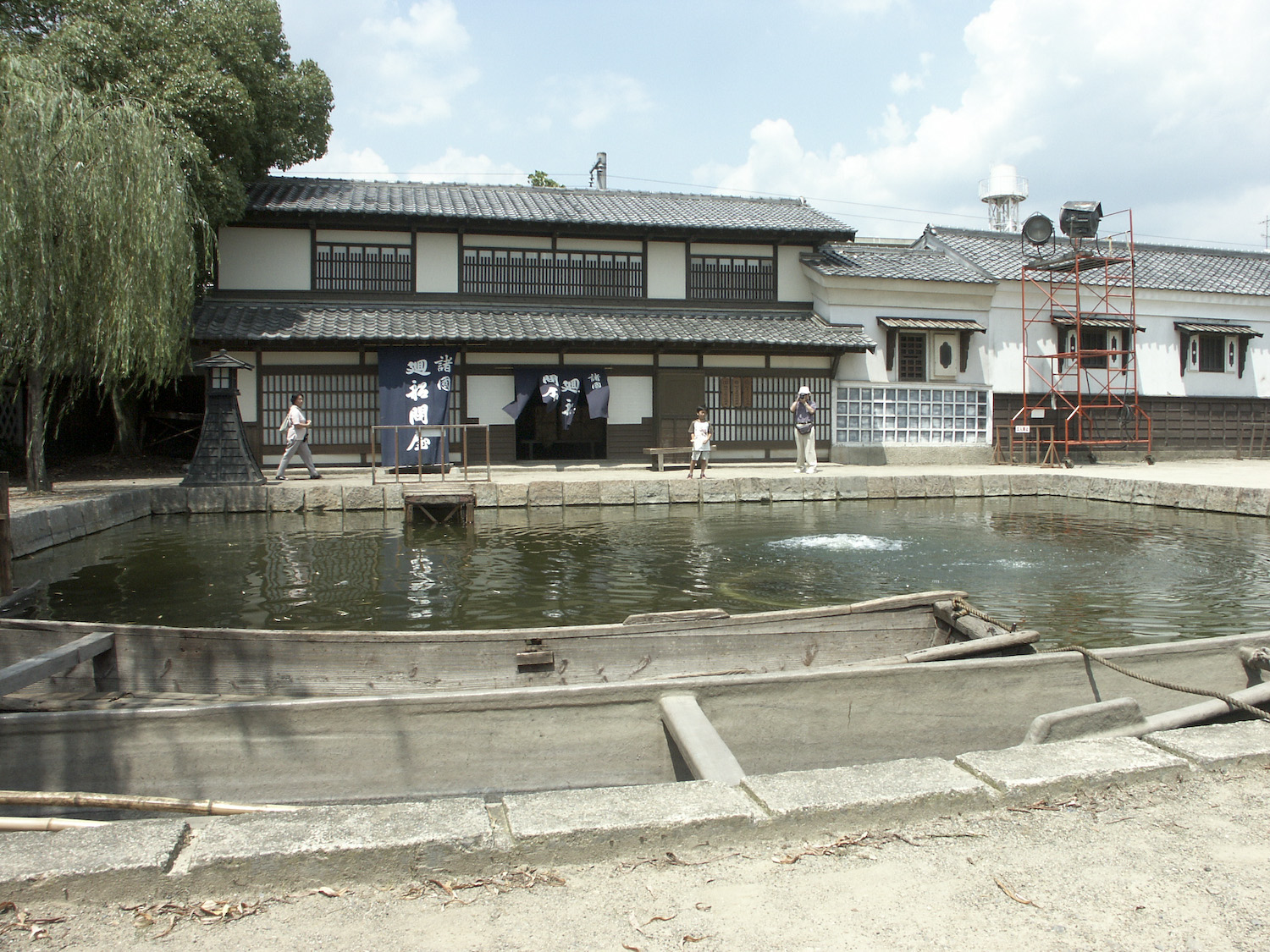
東映太秦映畫村

京都是日本电影文化的發祥地。1897年，日本首次电影上映會就是在京都舉行。1901年，京都首個電影院開業。長期以來，京都都是日本時代劇電影的中心。1921年，牧野省三在等持院附近興建了電影攝影棚，之後京都迅速發展為日本一大電影製作中心。右京區的太秦地區電影攝影棚林立，有「日本好莱坞」之稱。在1951年獲得威尼斯影展金獅獎的《羅生門》就是在京都拍攝。然而在1960年代之後，隨之电视的興起，京都的電影產業轉入蕭條，攝影棚相繼關閉。1975年，東映在京都的部分攝影棚改建為東映太秦映畫村並開業，現在已成為京都重要的觀光景點。

### 體育

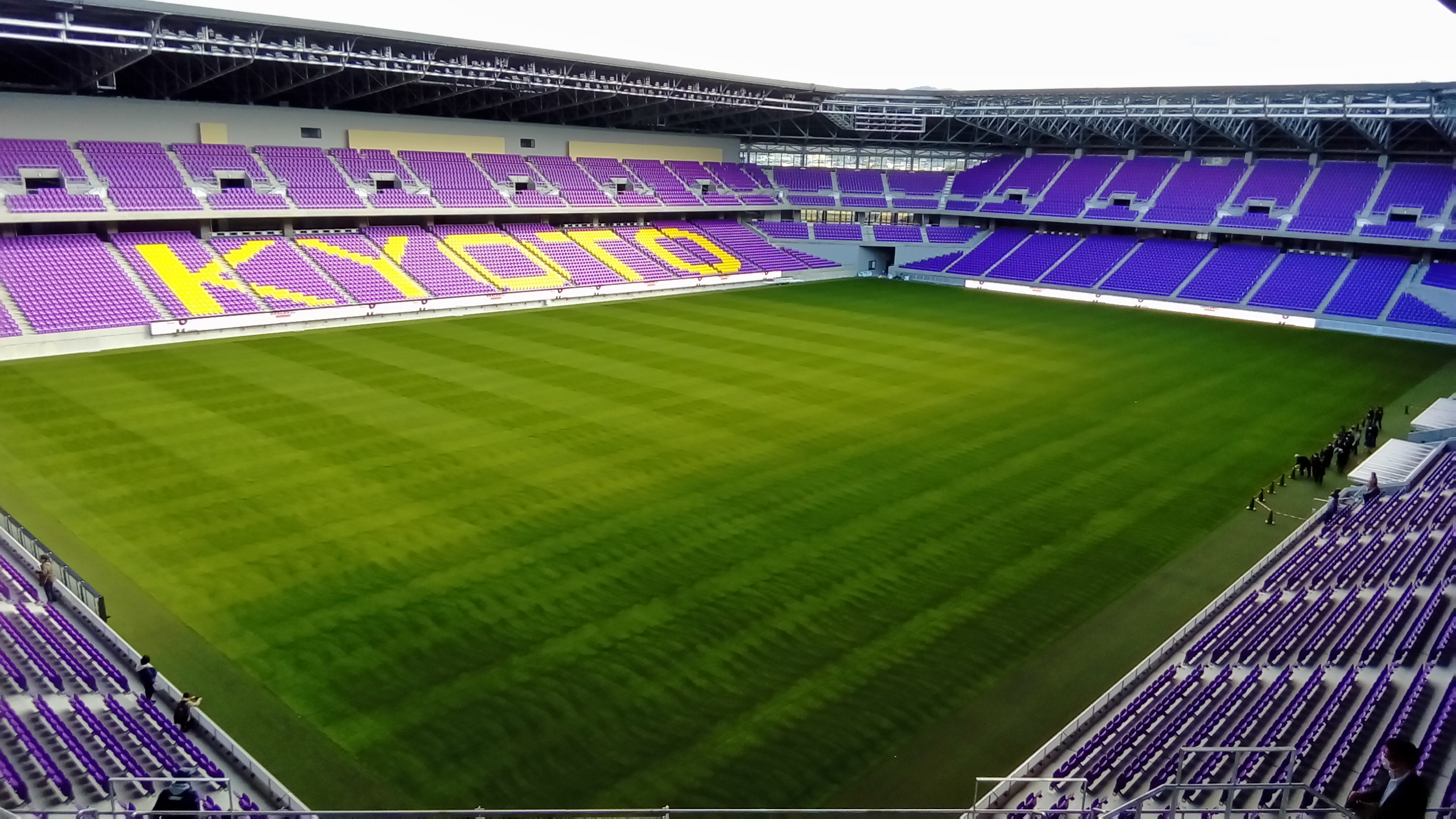
京瓷桑加體育場

和日本大多數地區一樣，棒球和足球是京都最受歡迎的体育運動。京都市內雖然沒有男子職業棒球的球隊，但是有女子職業棒球的球隊京都花之女神隊。
另外，日本職棒球隊橫濱DeNA海灣之星隊的前身之一松竹羅賓斯隊的主場曾經設在京都。
京都不死鳥（京都サンガ）是京都唯一的一支男子職業足球隊，2023年現在參加J1聯賽的賽事。
京都還有一家職業女子足球隊京都白兔。
京都競馬場位於京都南部的伏見區，是春季的天皇賞和菊花賞等重大賽事的舉辦地。

## 教育

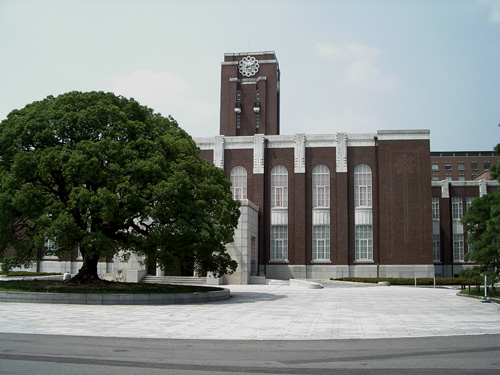
京都大学是日本國內最頂尖的大學之一

京都是西日本的「學都」，在京阪神地區更有「在京都上學、在大阪賺錢、在神戶生活」這樣的說法:353，可見京都教育的發達程度。1869年，京都市內創建了69所小學，此為日本現代小學教育制度之開始。2018年時，京都市內共有115所、31所认定幼儿园、174所小学、93所初中和53所高中。
京都市內共有38所大學。2009年，在京都就讀的大學生多達13萬9237人，在日本所有都市中位列第二位，學生佔總人口的比例則高居政令指定都市首位。1886年帝國大學令頒發之後，日本第二個帝國大學—京都帝國大學即設在京都。同時民間相繼創辦了眾多私立大學。京都的大學中，歷史最悠久且學術地位最高的是京都大学。京都大學創立於1897年，素以自主獨立的傳統和自由的校風聞名。在28位日本人诺贝尔奖得主中，有11人都畢業於京都大學或在京都大學任教。而在私立大學中，以同志社大學和立命馆大学規模最大。同志社大學由新島襄在1875年創建，其前身是同志社英學校，是日本最早的一批私立高等教育機構並在1920年依大學令昇格為大學。立命館大學則是由曾參與創建京都帝國大學的中川小十郎於1900年設立，其前身是京都法政學校，在1913年改為現名並在1922年按大學令昇格為大學。除了這三所大學之外，京都市的主要大學還有京都產業大學、龍谷大學、佛教大學、京都女子大學、大谷大學、花園大學、京都精華大學、京都外国语大学、京都教育大學、京都府立大學、京都府立醫科大學等:18-21。
1994年，京都市成立了京都大學中心（現改名為京都大學聯盟），其目的是促進各大學之間的合作，加盟大學的學生可聽講其他加盟學校的科目並取得學分。眾多的大學使得京都的科研事業也頗為發達，京都大學的桂校區已成為京都市的一大科研中心:21。也有眾多學會的總部設在京都，如日本人文地理學會等。京都的大學也頗為重視國際學術交流。2018年，有9,233名留學生在京都市內的大學學習。京都美國大學聯盟（Kyoto Consortium for Japanese Studies）於1989年在京都市內設立，加盟校包括了14所美國大學，每年均派遣約40至50名主攻日本研究的學生來到京都留學學習日本文化，而部分日本學生也可以聽講京都美國大學聯盟的科目。也在京都擁有一個日本中心。

## 交通

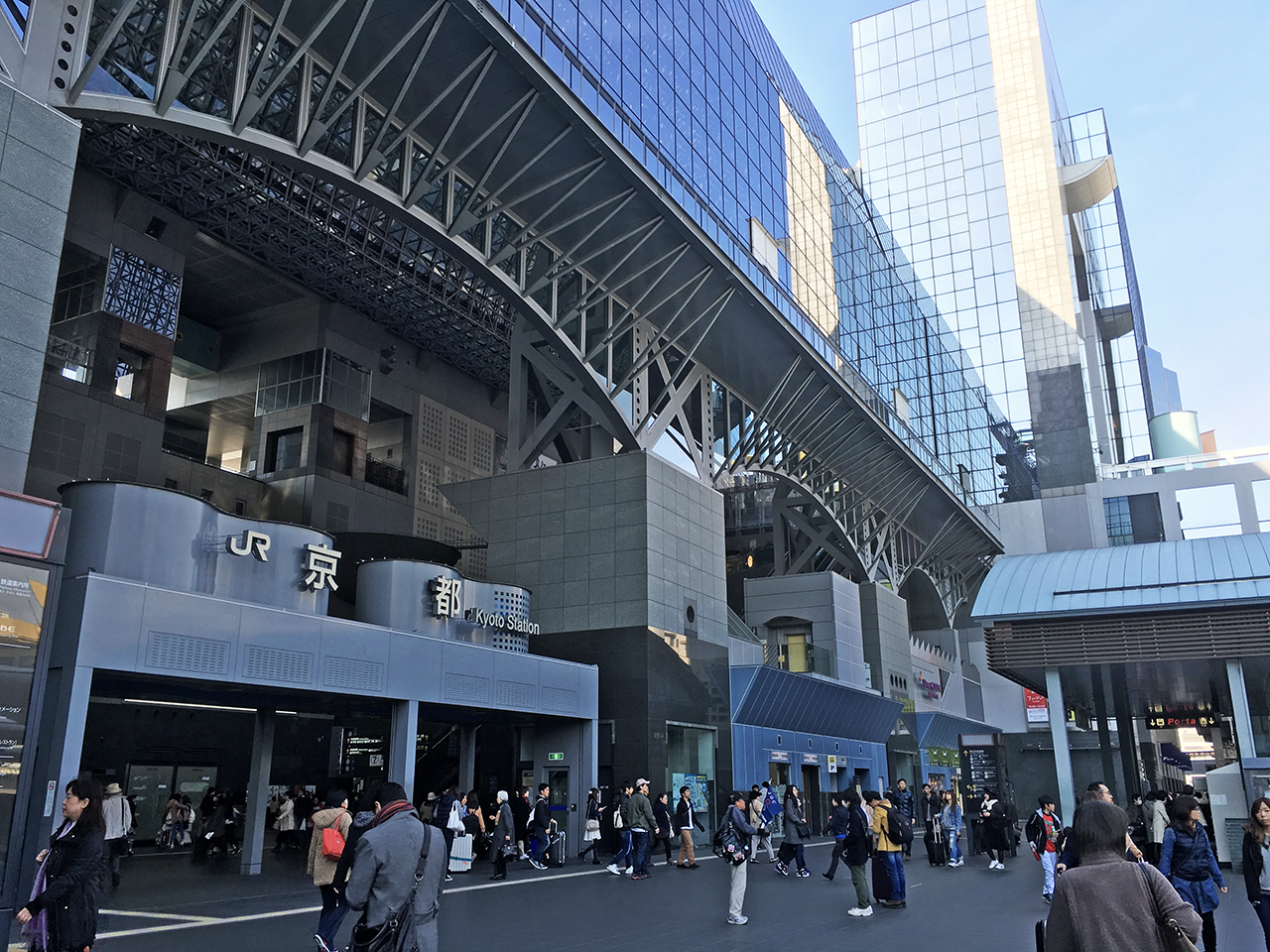
京都站

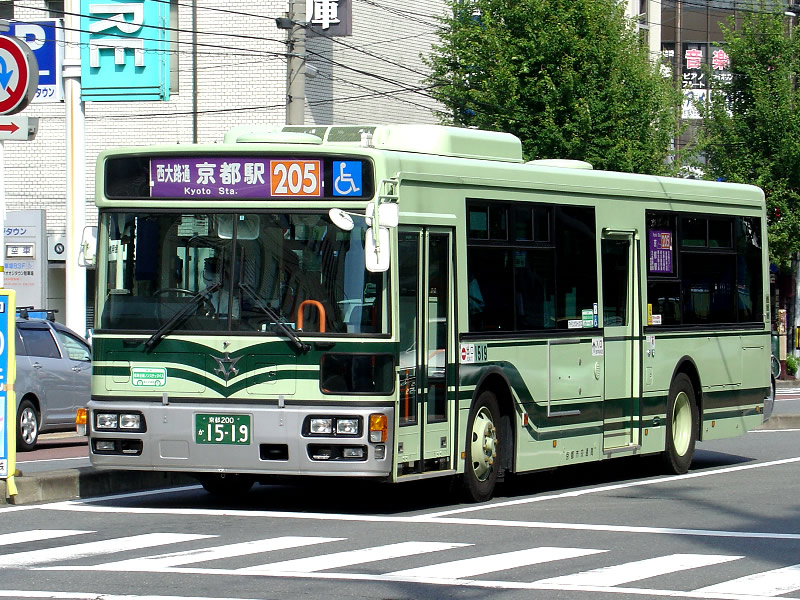
京都市營巴士

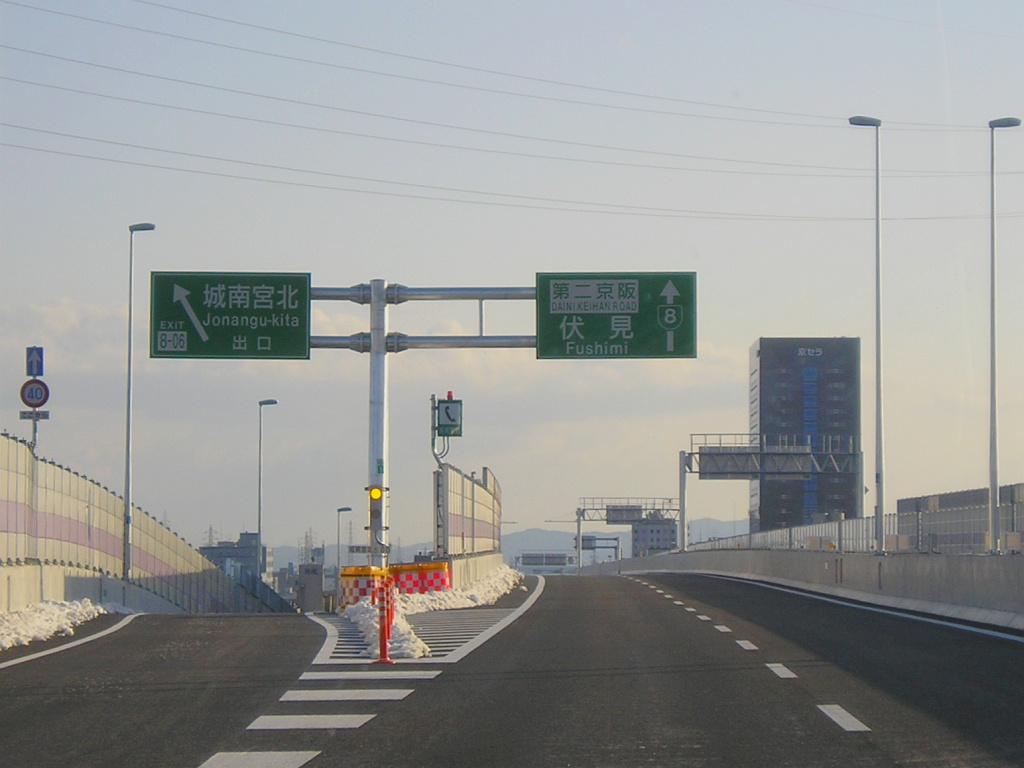
第二京阪道路

京都是古代日本古代交通網中的中心都市。三條大橋是東海道和中山道兩大街道的終點，京都郊外的伏見也曾是近畿地區重要的內河港口。
現在京都主要的聯外交通方式是新幹線和公路。東海道新幹線所有級別的列車均在京都站停車。

### 空路
京都市內並無機場，距離京都最近的機場是大阪國際機場和关西国际机场。由於觀光客眾多，京都也是日本密度較高的都市，數量超過6000輛，京都也因此存在計程車過剩的問題。

### 鐵路
京都市內鐵路交通發達，除了主要服務長途旅客的新幹線之外，也有多條服務中短途乘客的鐵路路線。
JR西日本在京都市內共有四條線路，分別是東海道本線（又可分為琵琶湖線和JR京都線）、嵯峨野線、湖西線和奈良線。東海道本線的琵琶湖線是連接京都和滋賀縣的重要鐵路路線，JR京都線則有眾多開往大阪市和神戶市的列車。嵯峨野線是山陰本線的一部分，主要服務居住在京都市近郊，前往京都市通勤的市民。
在關西的五大私鐵公司中，近畿日本鐵道（近鐵）、京阪電氣鐵道（京阪）和阪急電鐵（阪急）在京都市內擁有鐵路路線。近鐵京都線:6和JR西日本的奈良線並為京都前往奈良市的重要交通方式。京阪在京都市內擁有四條路線。京阪本線:4是連接京都和大阪的重要鐵路路線，其起點是三條站。鴨東線和京阪本線相通，常和京阪本線一體運行:9。宇治線是連接京都及其衛星都市宇治市的重要路線:11。京津線則連接京都市和滋賀縣大津市，部分列車直通運行進入地鐵東西線:22-23。阪急則在京都市內有兩條路線。京都本線:18-21和JR京都線、京阪本線並為連接京都和大阪的三大鐵路路線。嵐山線則是前往知名觀光地嵐山的重要交通方式:18-22。京都市內還有京福電氣鐵道:4-9（又稱嵐電，擁有嵐山本線和北野線兩條線路）、叡山電鐵（擁有叡山本線和鞍马线兩條路線）:10-15、嵯峨野觀光鐵道:16-17（擁有嵯峨野觀光線一條路線）三家規模較小的鐵路公司。這三家公司的鐵路路線均通往知名旅遊景區，主要服務對象為觀光客。
京都市內還有地下鐵系統，由京都市交通局營運，旗下有烏丸線、東西線等2條路線。

### 巴士
京都市內最早的巴士出現在1928年，現在巴士已經發展為京都市內另一重要的公共交通方式。京都市內大部分巴士均由京都市交通局運營，是為京都市營巴士。京都市營巴士可分為「均一系統路線」和「多區間系統路線」兩種類型。均一系統路線只在均一區間內行駛，不論乘坐距離長短票價一律為230日圓。多區間系統路線則在行駛出均一區間後票價會按長度加收費用。京都市營巴士現在共有74條路線。其中急行100、急行101、急行102稱作「洛巴士」（洛バス），車體採用特別塗裝，途徑京都主要觀光地且停站較少，主要服務觀光客。京都市營巴士中還有10條路線是環線運行。此外京都市營巴士還有僅於週末及假日白天運行的100日圓環行巴士和只在夜間運行的夜巴士（よるバス）等特殊類型的巴士。除了京都市營巴士之外，京都還有京都巴士、京阪巴士、西日本JR巴士、阪急巴士、八坂巴士、近鐵巴士等公司運營的巴士。

### 道路
途徑京都的主要公路則有名神高速道路、京阪道路（國道1號線的一部分）、第二京阪道路、京都縱貫自動車道、國道8號線、國道9號線、國道24號線、國道171號線等。
雖然京都聯外交通十分發達，然而市內交通卻因街道狹窄導致堵塞頻發，來訪京都的日本遊客對於京都最為不滿之處亦為其交通狀況。

## 國際交往

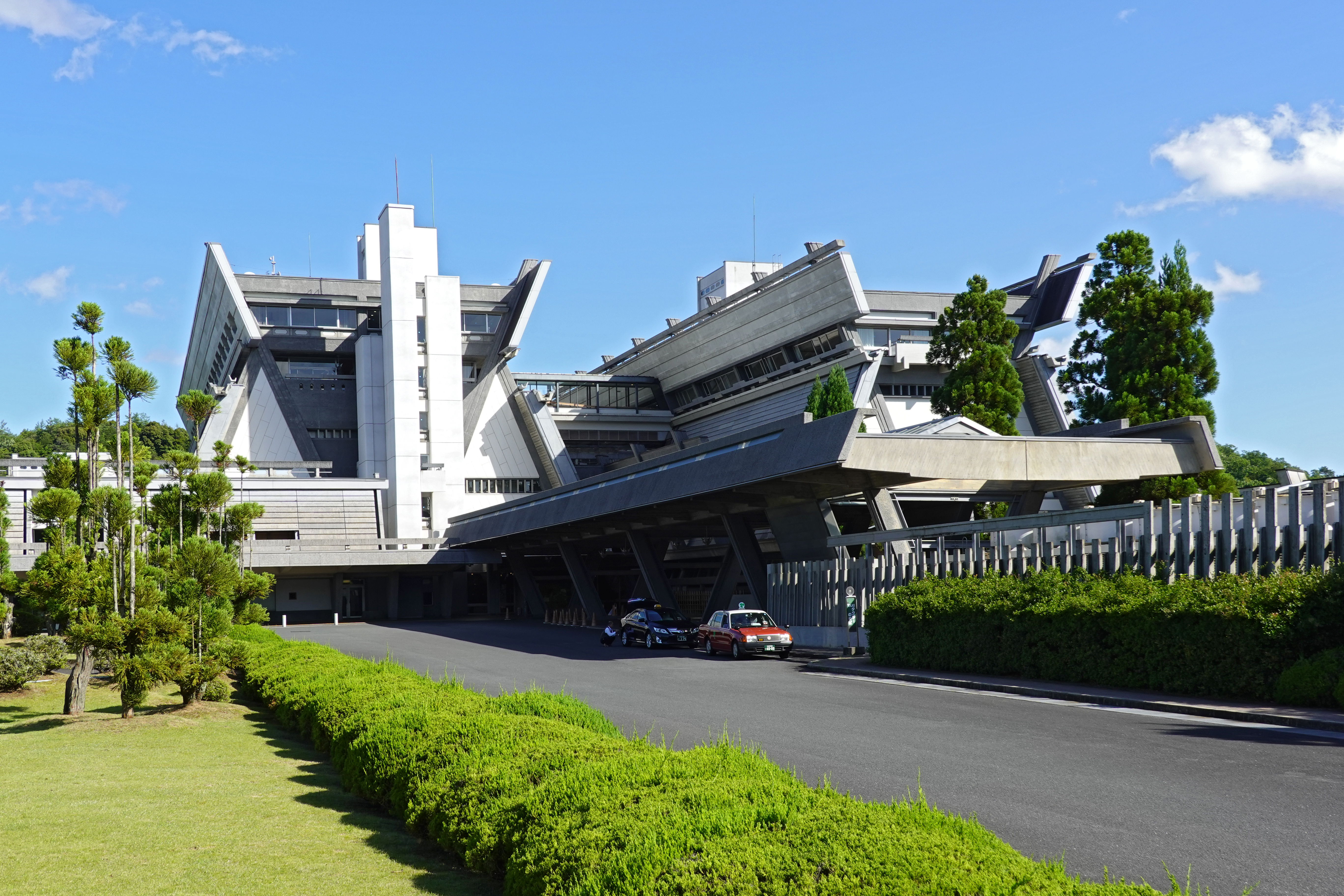
國立京都國際會館

京都市是日本舉辦國際會議和學會次數較多的都市。1997年的聯合國氣候變化綱要公約締約方會議（COP3）就是在京都舉辦，並通過了著名的京都議定書。2016年，京都市共舉辦了269件國際會議；按照ICCA的統計，京都是日本所有都市中舉辦國際會議次數第二多的都市。法国在京都設有總領事館。此外冰岛、尼加拉瓜在京都設有名誉總領事館，巴拉圭、秘鲁、比利时、葡萄牙、墨西哥、危地马拉、老挝、卢森堡則在京都設有名譽領事館。京都市內也有眾多國際學術交流設施，如關西法國研究院、歌德學院等。

### 姊妹都市和夥伴都市
京都市和以下都市是姊妹都市：
| 國家           | 城市                      | 締結日期       |
| -------------- | ------------------------- | -------------- |
| 美国           | 波士頓（麻薩諸塞州）      | 1959年6月24日  |
| 德国           | 科隆（北莱茵-威斯特法伦） | 1963年5月29日  |
| 義大利         | 佛羅倫薩（托斯卡纳大区）  | 1965年9月22日  |
| 乌克兰         | 基輔                      | 1971年9月7日   |
| 中华人民共和国 | 西安市（陝西省）          | 1974年5月10日  |
| 墨西哥         | 瓜達拉哈拉（哈利斯科州）  | 1980年10月20日 |
|                | 薩格勒布                  | 1981年10月22日 |
| 捷克           | 布拉格                    | 1996年4月15日  |

京都市和以下都市是夥伴都市：
| 國家           | 城市                 | 締結日期       |
| -------------- | -------------------- | -------------- |
|                | 晉州市（慶尚南道）   | 1999年4月27日  |
| 土耳其         | 科尼亞（科尼亞省）   | 2009年12月12日 |
| 中华人民共和国 | 青岛市（山東省）     | 2012年8月26日  |
| 越南           | 順化市（承天順化省） | 2013年2月20日  |
| 土耳其         | （伊斯坦堡省）       | 2013年6月14日  |
|                | 永珍                 | 2015年11月3日  |

此外，京都市在1958年6月15日還和法國巴黎締結為友情盟約都市。

## 註释
1. ↑  例如京都市政府因其位於寺町通和御池通的路口且位於寺町通北側，其註冊地址就是[21]。

### 引用
1. ↑  . .   [2013-11-24]. （原始内容存档于2013-12-03） （日语）.
2. 1 2 3  . .   [2020-11-02]. （原始内容存档于2020-11-02） （日语）.
3. ↑  . 京都都市圏自治体ネットワーク.   [2019-10-19]. （原始内容存档于2017-04-24） （日语）.
4. ↑   (PDF). .   [2013-11-19]. （原始内容存档 (PDF)于2013-02-06） （日语）.
5. ↑  . .   [2013-11-19]. （原始内容存档于2013-12-03） （日语）.
6. ↑  . .   [2013-11-19]. （原始内容存档于2013-12-03） （日语）.
7. ↑  . .   [2013-11-19]. （原始内容存档于2013-12-03） （日语）.
8. 1 2  . UNESCO.   [2013-11-19]. （原始内容存档于2013-12-03）.（英文）
9. ↑   (PDF). .   [2013-11-21]. （原始内容存档 (PDF)于2013-07-12） （日语）.
10. ↑  . 京都市.   [2013-11-24]. （原始内容存档于2013-12-03） （日语）.
11. 1 2 3   (PDF). .   [2019-10-19]. （原始内容存档 (PDF)于2013-12-03） （日语）.
12. ↑  . .   [2013-11-20]. （原始内容存档于2013-12-03） （日语）.
13. ↑   (PDF). 活断層研究.   [2013-11-22]. （原始内容 (PDF)存档于2013-12-03） （日语）.
14. 1 2 3 4 5 6 7 8 9  .  . 東京都: . 1999. ISBN 4-7722-1685-5 （日语）.
15. ↑  . .   [2017-10-27]. （原始内容存档于2017-10-21） （日语）.
16. ↑  . .   [2013-11-20]. （原始内容存档于2013-12-03） （日语）.
17. ↑  . .   [2013-11-20]. （原始内容存档于2013-12-03） （日语）.
18. ↑   (PDF). .   [2013-11-20]. （原始内容存档 (PDF)于2013-12-03） （日语）.
19. ↑   (PDF). .   [2013-11-20]. （原始内容 (PDF)存档于2013-12-03） （日语）.
20. 1 2 3 4 5 6  .  . 東京都: . 2006. ISBN 978-4772230537 （日语）.
21. ↑  . .   [2013-11-24]. （原始内容存档于2014-04-14） （日语）.
22. ↑  .  . 東京都: . 2013. ISBN 978-4-408-00844-8 （日语）.
23. ↑  . .   [2013-11-21]. （原始内容存档于2013-12-03） （日语）.
24. ↑  .  . 東京都: . 2013. ISBN 978-4-408-45296-8 （日语）.
25. ↑  . .   [2013-11-20]. （原始内容存档于2013-10-14） （日语）.
26. 1 2 3 4 5 6 7 8 9  .  . 東京都: . 2006. ISBN 4-254-16768-7 （日语）.
27. ↑   (PDF). .   [2017-11-02]. （原始内容 (PDF)存档于2017-11-07） （日语）.
28. ↑  . 日本氣象廳.   [2013-12-18]. （原始内容存档于2013-01-14） （日语）.
29. ↑  . 日本氣象廳.   [2013-12-18]. （原始内容存档于2013-07-28） （日语）.
30. 1 2 3 4  . 京都市.   [2021-05-13]. （原始内容存档于2013-12-03） （日语）.
31. ↑  中川 和哉.  [旧石器時代的京都] (PDF). 京都府埋蔵文化財情報 . 2006-11, 101: 1  [2021-05-13]. ISSN 0286-5424. （原始内容存档 (PDF)于2021-02-25） （日语）.
32. ↑  . .   [2013-11-20]. （原始内容存档于2013-03-06） （日语）.
33. ↑  Hall, John Whitney. . Cambridge University Press. 1988. ISBN 978-0-521-22357-7.（英文）
34. ↑  . .   [2013-11-20]. （原始内容存档于2013-12-03） （日语）.
35. 1 2  . .   [2013-11-20]. （原始内容存档于2013-11-29） （日语）.
36. 1 2  . 京都市.   [2013-11-20]. （原始内容存档于2013-03-13） （日语）.
37. 1 2  . .   [2013-11-20]. （原始内容存档于2013-12-03） （日语）.
38. 1 2 3  .  . 京都: . 2007. ISBN 978-4-7795-0100-5 （日语）.
39. 1 2 3 4 5 6  .  . 東京都: . 2008. ISBN 978-4-12-101928-8 （日语）.
40. 1 2 3 4 5 6  .  . 東京都: . 2012. ISBN 978-4-7804-1191-1 （日语）.
41. ↑  . .   [2013-11-20]. （原始内容存档于2015-09-23） （日语）.
42. ↑  . .   [2013-11-20]. （原始内容存档于2013-12-03） （日语）.
43. 1 2  . 京都市.   [2013-11-20]. （原始内容存档于2015-05-19） （日语）.
44. ↑  . .   [2013-11-20]. （原始内容存档于2013-12-03） （日语）.
45. ↑  . .   [2013-11-20]. （原始内容存档于2015-09-23） （日语）.
46. ↑  . .   [2013-11-21]. （原始内容存档于2013-12-03） （日语）.
47. ↑  . .   [2013-11-21]. （原始内容存档于2013-05-08） （日语）.
48. ↑  . 京都市.   [2013-11-20]. （原始内容存档于2015-09-23） （日语）.
49. ↑  . .   [2013-11-20]. （原始内容存档于2014-03-08） （日语）.
50. 1 2  . .   [2013-11-20]. （原始内容存档于2013-06-19） （日语）.
51. ↑  . 京都市.   [2013-11-20]. （原始内容存档于2013-11-29） （日语）.
52. ↑  . 文化廳.   [2022-01-09]. （原始内容存档于2021-11-01） （日语）.
53. ↑  .  . 東京都: . 1979. ISBN 4582490271 （日语）.
54. ↑  .  . 東京都: . 1968 （日语）.
55. ↑    (PDF). 大阪市.   [2013-11-22]. （原始内容 (PDF)存档于2014-09-12） （日语）.}
56. ↑  . .   [2013-11-22]. （原始内容存档于2013-12-03） （日语）.
57. ↑   (PDF). 京都市.   [2013-11-22]. （原始内容存档 (PDF)于2013-12-03） （日语）.
58. ↑  . .   [2019-10-19]. （原始内容存档于2019-10-19） （日语）.
59. ↑  . .   [2019-10-19]. （原始内容存档于2019-10-19） （日语）.
60. ↑  . .   [2019-10-19]. （原始内容存档于2017-10-07） （日语）.
61. 1 2 3 4   (PDF). .   [2013-11-20]. （原始内容存档 (PDF)于2013-12-03） （日语）.
62. ↑   (PDF). .   [2013-11-20]. （原始内容存档 (PDF)于2013-12-03） （日语）.
63. ↑  . .   [2013-11-22]. （原始内容存档于2013-12-03） （日语）.
64. ↑  . .   [2013-11-24]. （原始内容存档于2013-12-03） （日语）.
65. ↑   (PDF). .   [2017-10-22]. （原始内容存档 (PDF)于2017-10-22） （日语）.
66. ↑  . .   [2021-11-01]. （原始内容存档于2021-11-01） （日语）.
67. ↑   (PDF). .   [2013-11-22]. （原始内容 (PDF)存档于2013-12-03） （日语）.
68. ↑  . kyoto-Inet.   [2013-11-24]. （原始内容存档于2013-12-03） （日语）.
69. ↑  . kyoto-Inet.   [2013-11-24]. （原始内容存档于2013-12-03） （日语）.
70. ↑  . .   [2013-11-22]. （原始内容存档于2013-12-03） （日语）.
71. ↑  . .   [2024-04-15]. （原始内容存档于2024-02-05） （日语）.
72. ↑  . 京都市会.   [2015-06-10]. （原始内容存档于2015-06-10） （日语）.
73. ↑  .  . 京都: . 2006. ISBN 4-901793-23-3 （日语）.
74. ↑  . .   [2013-11-24]. （原始内容存档于2013-12-03） （日语）.
75. ↑   (PDF). .   [2013-11-24]. （原始内容存档 (PDF)于2013-12-03） （日语）.
76. ↑   (PDF). .   [2013-11-24]. （原始内容存档 (PDF)于2013-12-03） （日语）.
77. ↑  . .   [2013-11-24]. （原始内容存档于2014-11-07） （日语）.
78. ↑   (PDF). .   [2022-01-09]. （原始内容存档 (PDF)于2022-01-09） （日语）.
79. ↑  . .   [2022-01-09]. （原始内容存档于2022-01-09） （日语）.
80. ↑   (PDF). .   [2019-10-19]. （原始内容存档 (PDF)于2019-10-18） （日语）.
81. 1 2   (PDF). .   [2013-11-24]. （原始内容存档 (PDF)于2013-12-03） （日语）.
82. 1 2 3 4 5 6 7 8 9  .  . 東京都: . 2007. ISBN 978-4-7722-3111-4 （日语）.
83. ↑  . .   [2013-11-24]. （原始内容存档于2005-11-06） （日语）.
84. ↑  . .   [2013-11-24]. （原始内容存档于2013-12-03） （日语）.
85. ↑  . .   [2017-11-02]. （原始内容存档于2017-11-07） （日语）.
86. 1 2 3   (PDF). .   [2019-10-19]. （原始内容存档 (PDF)于2019-10-19） （日语）.
87. ↑  . .   [2019-10-19]. （原始内容存档于2019-10-19）.
88. ↑  . .   [2018-09-04]. （原始内容存档于2018-02-06） （日语）.
89. 1 2   (PDF). 京都市.   [2013-11-24]. （原始内容存档 (PDF)于2013-12-03） （日语）.
90. ↑   (PDF). .   [2013-11-24]. （原始内容存档 (PDF)于2013-12-03） （日语）.
91. ↑   (PDF). .   [2018-09-04]. （原始内容存档 (PDF)于2018-09-04） （日语）.
92. 1 2 3 4 5 6   (PDF). .   [2018-10-19]. （原始内容存档 (PDF)于2019-10-19） （日语）.
93. ↑  . .   [2019-10-19]. （原始内容存档于2019-10-19） （日语）.
94. ↑  . .   [2019-10-19]. （原始内容存档于2019-10-19） （日语）.
95. ↑  . .   [2013-11-20]. （原始内容存档于2013-12-03） （日语）.
96. ↑  . .   [2020-08-27]. （原始内容存档于2019-07-08） （日语）.
97. ↑   (PDF). .   [2013-11-24]. （原始内容存档 (PDF)于2013-12-03） （日语）.
98. ↑  . .   [2020-08-27]. （原始内容存档于2019-07-06） （日语）.
99. ↑   (PDF). .   [2013-11-24]. （原始内容 (PDF)存档于2013-12-03） （日语）.
100. ↑   (PDF). .   [2013-11-24]. （原始内容 (PDF)存档于2013-12-03） （日语）.
101. ↑   (PDF). .   [2013-11-24]. （原始内容 (PDF)存档于2013-12-03） （日语）.
102. ↑   (PDF). .   [2013-11-24]. （原始内容 (PDF)存档于2013-12-03） （日语）.
103. ↑   (PDF). .   [2013-11-24]. （原始内容 (PDF)存档于2013-12-03） （日语）.
104. ↑   (PDF). .   [2013-11-24]. （原始内容 (PDF)存档于2013-12-03） （日语）.
105. ↑   (PDF). .   [2013-11-24]. （原始内容 (PDF)存档于2015-09-21） （日语）.
106. ↑  . .   [2013-11-25]. （原始内容存档于2013-12-03） （日语）.
107. ↑  . .   [2013-11-25]. （原始内容存档于2013-12-03） （日语）.
108. ↑  . .   [2013-11-25]. （原始内容存档于2013-12-03） （日语）.
109. ↑  . .   [2013-11-25]. （原始内容存档于2013-12-03） （日语）.
110. ↑  . .   [2017-11-02]. （原始内容存档于2020-08-27） （日语）.
111. ↑  . .   [2020-08-27]. （原始内容存档于2022-07-23） （日语）.
112. ↑   (PDF). .   [2013-11-25]. （原始内容 (PDF)存档于2013-12-03） （日语）.
113. ↑  . Architectural Map.   [2013-11-25]. （原始内容存档于2013-12-03） （日语）.
114. ↑  . .   [2013-11-25]. （原始内容存档于2013-12-03） （日语）.
115. ↑  . .   [2013-11-25]. （原始内容存档于2010-01-29） （日语）.
116. ↑  . .   [2013-11-25]. （原始内容存档于2013-12-03） （日语）.
117. ↑  . .   [2013-11-25]. （原始内容存档于2013-12-03） （日语）.
118. ↑  . .   [2013-11-25]. （原始内容存档于2013-12-03） （日语）.
119. ↑  . .   [2013-11-25]. （原始内容存档于2013-12-03） （日语）.
120. ↑  . .   [2013-11-25]. （原始内容存档于2015-09-24） （日语）.
121. ↑  . .   [2013-11-25]. （原始内容存档于2013-12-03） （日语）.
122. ↑  . .   [2013-11-25]. （原始内容存档于2013-12-03） （日语）.
123. ↑  . .   [2013-11-25]. （原始内容存档于2013-12-03） （日语）.
124. ↑  . .   [2013-11-25]. （原始内容存档于2013-12-03） （日语）.
125. ↑  . .   [2020-05-28]. （原始内容存档于2020-06-09） （日语）.
126. ↑  . .   [2013-11-25]. （原始内容存档于2013-12-04） （日语）.
127. ↑  . .   [2013-11-25]. （原始内容存档于2013-12-04） （日语）.
128. ↑  . .   [2013-11-25]. （原始内容存档于2013-12-03） （日语）.
129. ↑  . .   [2013-11-25]. （原始内容存档于2013-06-27） （日语）.
130. ↑  . .   [2013-11-25]. （原始内容存档于2013-06-27） （日语）.
131. ↑  . .   [2013-11-25]. （原始内容存档于2013-11-07） （日语）.
132. ↑  . .   [2013-11-25]. （原始内容存档于2013-12-03） （日语）.
133. ↑  . .   [2013-11-25]. （原始内容存档于2013-12-03） （日语）.
134. ↑  . .   [2013-11-25]. （原始内容存档于2013-11-07） （日语）.
135. ↑  . .   [2013-11-25]. （原始内容存档于2013-11-07） （日语）.
136. ↑  . .   [2013-11-25]. （原始内容存档于2013-08-11） （日语）.
137. ↑  . .   [2013-11-25]. （原始内容存档于2013-11-07） （日语）.
138. ↑  . .   [2013-11-25]. （原始内容存档于2013-12-03） （日语）.
139. 1 2  .  . 東京都: . 2006. ISBN 978-4-642-05645-8 （日语）.
140. ↑  . .   [2013-11-25]. （原始内容存档于2013-05-23） （日语）.
141. ↑  . .   [2013-11-25]. （原始内容存档于2014-01-28） （日语）.
142. ↑  . .   [2013-11-25]. （原始内容存档于2013-12-02） （日语）.
143. ↑  . .   [2013-11-28]. （原始内容存档于2013-06-29） （日语）.
144. ↑  . .   [2013-11-25]. （原始内容存档于2013-12-03） （日语）.
145. ↑  . .   [2013-11-25]. （原始内容存档于2013-12-03） （日语）.
146. ↑  .  . 京都: . 2011 （日语）.
147. ↑  . .   [2013-11-25]. （原始内容存档于2013-12-03） （日语）.
148. ↑  . .   [2013-11-25]. （原始内容存档于2013-12-03） （日语）.
149. ↑  . .   [2013-11-25]. （原始内容存档于2013-12-03） （日语）.
150. ↑   (PDF). .   [2013-11-25]. （原始内容存档 (PDF)于2013-12-03） （日语）.
151. ↑  . .   [2013-11-26]. （原始内容存档于2013-12-03） （日语）.
152. ↑  . .   [2013-11-25]. （原始内容存档于2013-10-02） （日语）.
153. ↑  . .   [2013-11-25]. （原始内容存档于2013-11-26） （日语）.
154. ↑  . .   [2013-11-25]. （原始内容存档于2013-11-11） （日语）.
155. ↑  . .   [2013-11-25]. （原始内容存档于2013-01-14） （日语）.
156. ↑  . .   [2013-11-28]. （原始内容存档于2013-12-03） （日语）.
157. ↑  . .   [2013-11-25]. （原始内容存档于2015-12-22） （日语）.
158. 1 2 3  . .   [2013-11-25]. （原始内容存档于2013-12-03） （日语）.
159. 1 2  . .   [2013-11-25]. （原始内容存档于2013-10-27） （日语）.
160. ↑  . .   [2013-11-25]. （原始内容存档于2013-11-17） （日语）.
161. ↑  . .   [2013-11-25]. （原始内容存档于2013-12-03） （日语）.
162. ↑  . .   [2013-11-25]. （原始内容存档于2013-11-27） （日语）.
163. ↑  . .   [2013-11-25]. （原始内容存档于2015-09-23） （日语）.
164. ↑  . .   [2013-11-25]. （原始内容存档于2013-11-23） （日语）.
165. ↑  . .   [2013-11-26]. （原始内容存档于2013-12-03） （日语）.
166. 1 2   (PDF). .   [2019-10-19]. （原始内容存档 (PDF)于2019-10-19） （日语）.
167. 1 2  . .   [2013-11-25]. （原始内容存档于2013-09-27） （日语）.
168. ↑  . .   [2013-11-25]. （原始内容存档于2013-12-03） （日语）.
169. ↑  . .   [2013-11-25]. （原始内容存档于2013-12-02） （日语）.
170. ↑  . .   [2013-11-26]. （原始内容存档于2013-12-03） （日语）.
171. ↑  . .   [2013-11-26]. （原始内容存档于2013-12-03） （日语）.
172. ↑  . .   [2013-11-25]. （原始内容存档于2013-12-03） （日语）.
173. ↑   . .   [2013-11-25]. （原始内容存档于2013-12-03） （日语）.}
174. ↑  . .   [2013-11-25]. （原始内容存档于2013-12-03） （日语）.
175. ↑  . .   [2013-11-25]. （原始内容存档于2013-12-03） （日语）.
176. ↑  . .   [2013-11-26]. （原始内容存档于2013-12-21） （日语）.
177. ↑  . .   [2013-11-26]. （原始内容存档于2013-12-03）.（英文）
178. ↑  . .   [2013-11-26]. （原始内容存档于2013-12-02） （日语）.
179. ↑  . .   [2013-11-26]. （原始内容存档于2013-12-02） （日语）.
180. ↑  . .   [2013-11-26]. （原始内容存档于2013-12-03） （日语）.
181. ↑  . .   [2013-11-26]. （原始内容存档于2007-04-23） （日语）.
182. ↑  . .   [2013-11-26]. （原始内容存档于2013-09-23） （日语）.
183. ↑  . .   [2013-11-26]. （原始内容存档于2016-03-05） （日语）.
184. ↑  . .   [2013-11-26]. （原始内容存档于2013-12-02） （日语）.
185. ↑  .  . 東京都: . 2010. ISBN 978-4-02-340133-4 （日语）.
186. 1 2 3 4  .  . 東京都: . 2010. ISBN 978-4-02-340148-8 （日语）.
187. 1 2  .  . 東京都: . 2010. ISBN 978-4-02-340141-9 （日语）.
188. 1 2 3  .  . 東京都: . 2011 （日语）.
189. ↑  . .   [2013-11-26]. （原始内容存档于2013-12-03） （日语）.
190. ↑   (PDF). .   [2013-11-26]. （原始内容 (PDF)存档于2014-10-30） （日语）.
191. ↑  . .   [2013-11-26]. （原始内容存档于2013-08-14） （日语）.
192. ↑  . .   [2015-02-09]. （原始内容存档于2015-02-10） （日语）.
193. ↑  . .   [2013-11-26]. （原始内容存档于2013-09-15） （日语）.
194. ↑  . .   [2013-11-26]. （原始内容存档于2013-08-19） （日语）.
195. ↑  . .   [2013-11-26]. （原始内容存档于2013-10-06） （日语）.
196. ↑  . .   [2013-11-26]. （原始内容存档于2013-12-03） （日语）.
197. ↑   (PDF). .   [2017-10-27]. （原始内容存档 (PDF)于2017-10-28） （日语）.
198. ↑  . .   [2017-10-27]. （原始内容存档于2017-11-08） （法语及日语）.
199. ↑  . .   [2013-11-26]. （原始内容存档于2013-12-03） （日语及法语）.
200. ↑  . 歌德學院.   [2017-10-27]. （原始内容存档于2017-10-28） （日语及德语）.
201. ↑  . .   [2017-10-27]. （原始内容存档于2017-10-17） （法语及日语）.
202. ↑  . .   [2013-11-26]. （原始内容存档于2013-11-27） （日语）.
203. ↑  . .   [2013-11-26]. （原始内容存档于2013-12-03） （日语）.
204. ↑  . .   [2019-10-19]. （原始内容存档于2019-10-19）.

### 书籍
- Lone, John. . Oxford: Oxford University Press. 2000. ISBN 0-19-590940-2 （英语）.
- Ponsonby-Fane, Richard A. B. . Kyoto: The Ponsonby Memorial Society. 1956 （英语）.
- Stewart, Harold. . New York: Weatherhill. 1981. ISBN 0-8348-0154-X （英语）.
- Titsingh, Isaac.(1834). [Siyun-sai Rin-siyo/Hayashi Gahō, 1652],. . Paris: Royal Asiatic Society｜Oriental Translation Fund of Great Britain and Ireland. （英语）.
- Wyden, Peter. . Simon & Schuster, Inc. 1984. ISBN 0-671-46142-7 （英语）.

## 延伸閱讀
- Chris Rowthorn. . Maribyrnong: Lonely Planet. 2008. ISBN 978-1-74059-845-3 （英语）.